# Російський атлас (1792)
Росі́йський а́тлас (рос. Российский атлас, из сорока четырех карт состоящий и на сорок два наместничества империю разделяющий) — великий настільний атлас Російської імперії. Виданий 1792 року в Санкт-Петербурзі Географічним департаментом Кабінету імператора. Упорядкований російським географом Олександром Вільбрехтом. Гравіювання виконували Олексій Савінков й Іван Леонов. Доповнений в 1793—1795 роках. Складався з 44 карт, що описували 42 російських намісництва. Другий науковий атлас імперії після першого академічного, виданого в 1745 році. Відображає адміністративно-територіальний поділ Росії та земель, підкорених нею, після реформ Катерини ІІ 1775—1785 років. Мета атласу — адміністративна і політично-економічна характеристика імперії та її природних умов.

## Зміст

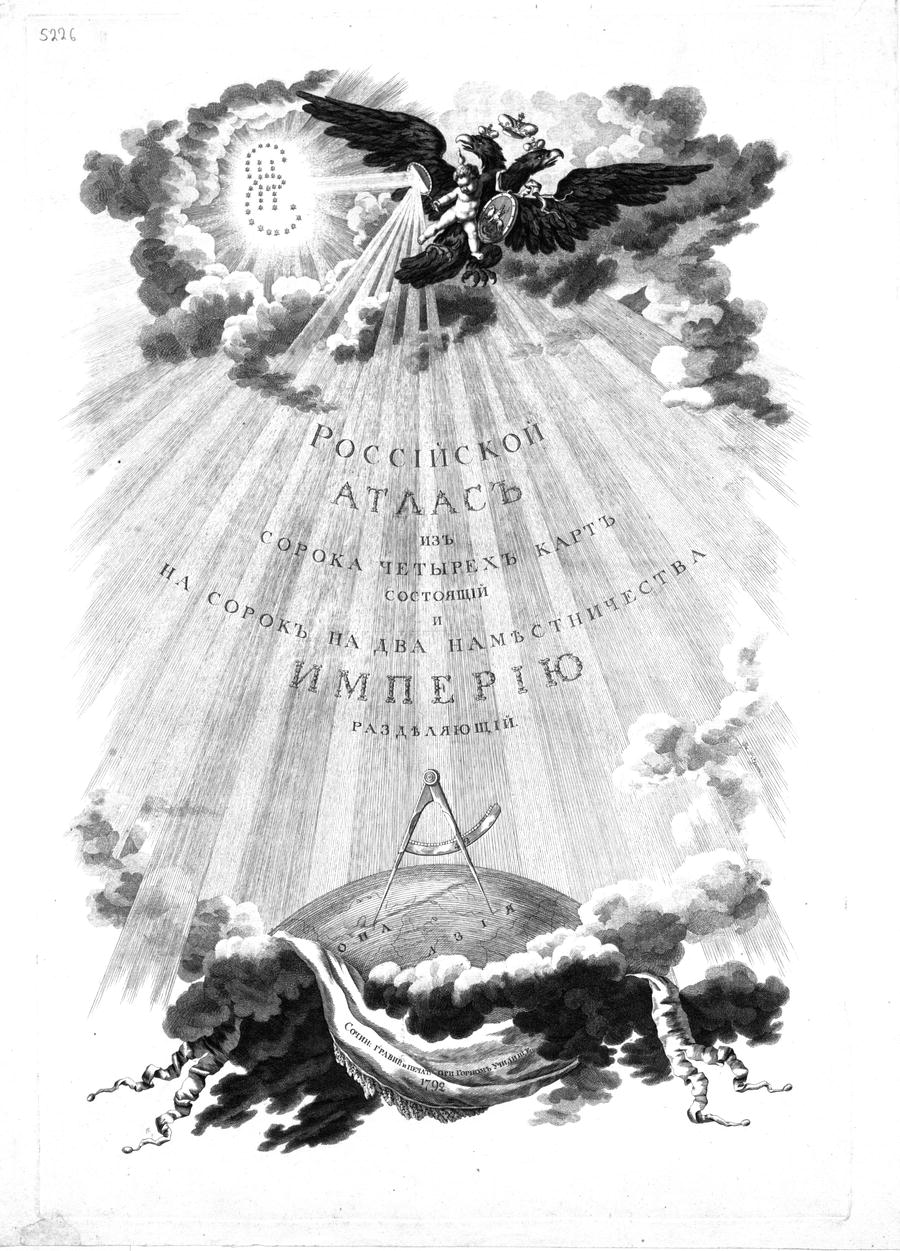
Титульний аркуш
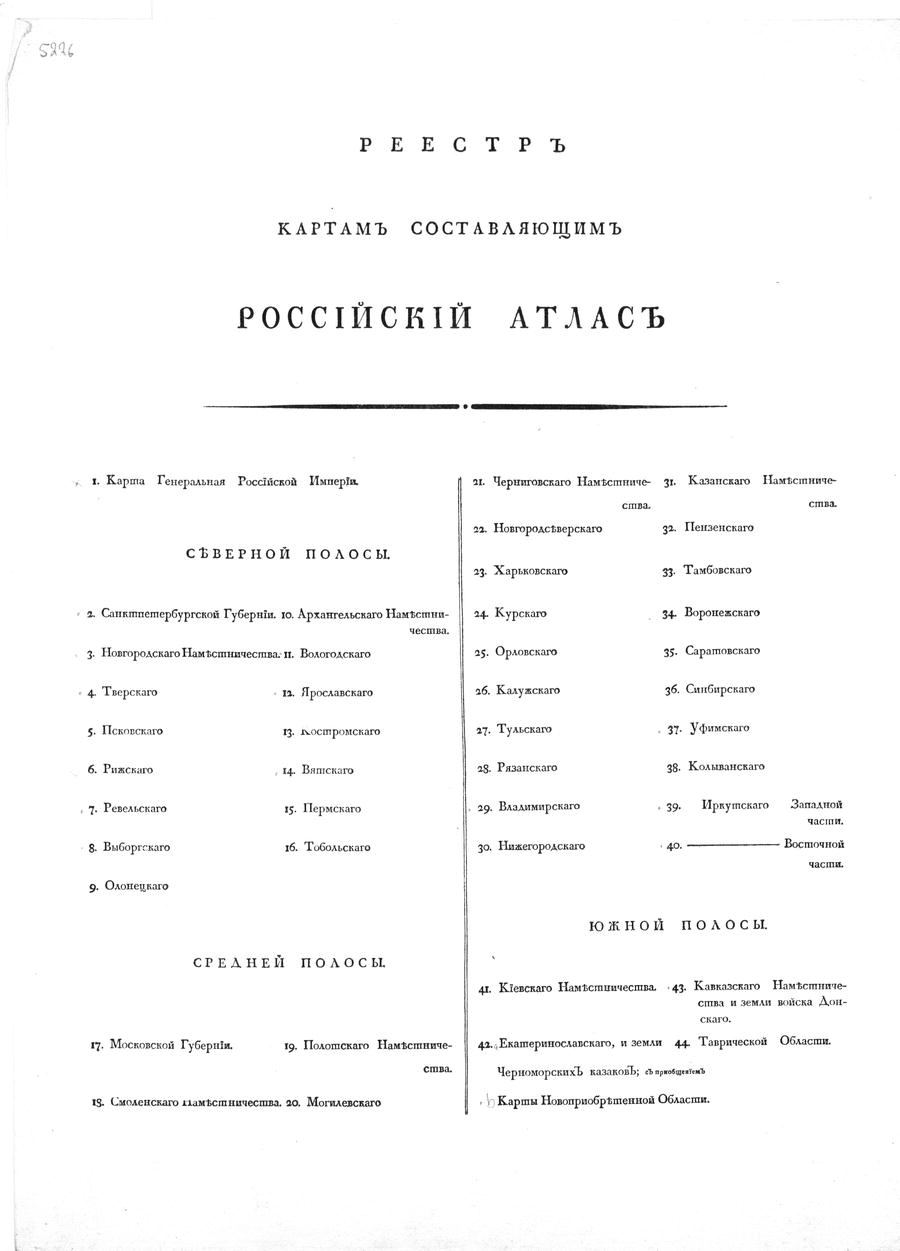
Зміст

### Карти північної смуги

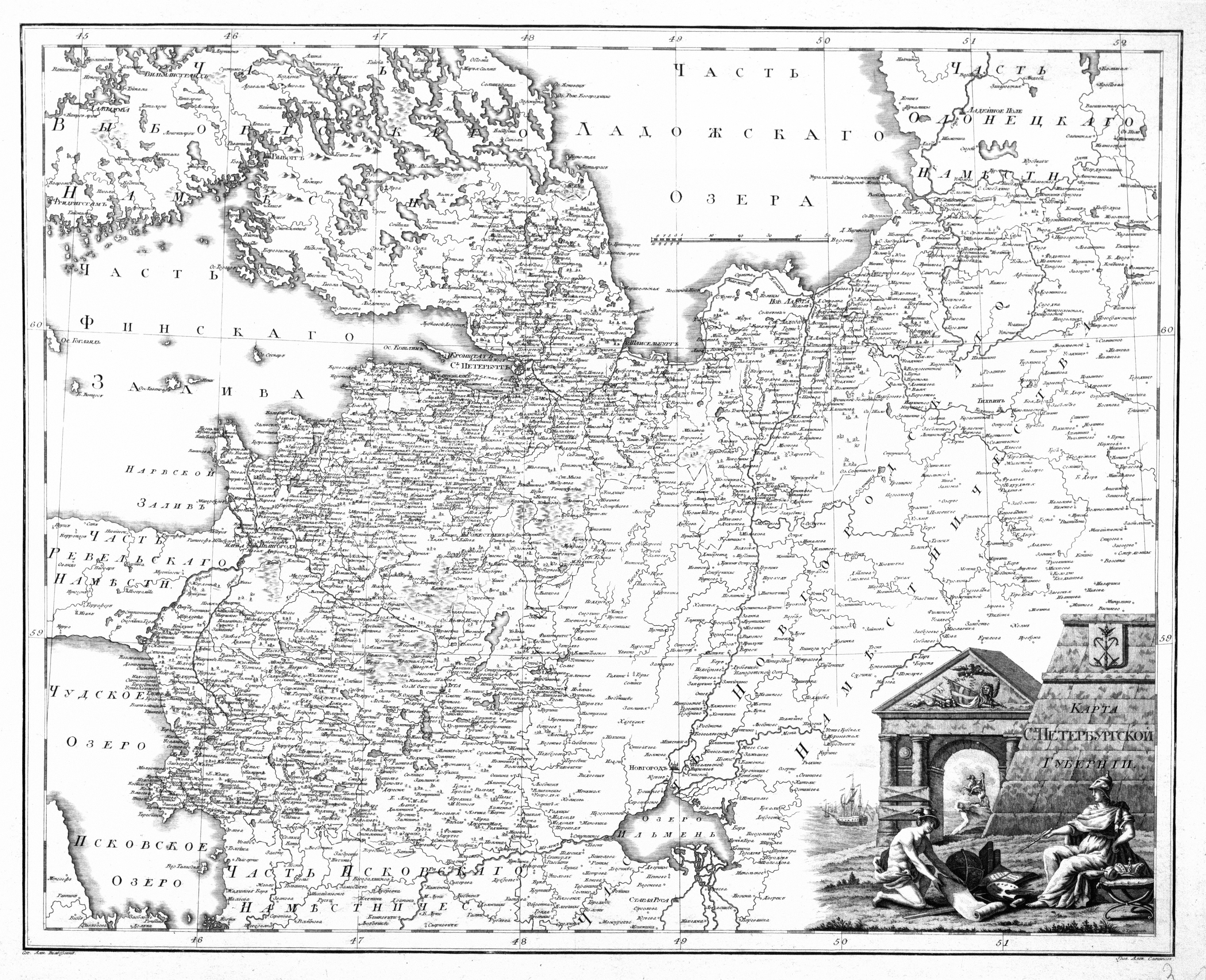
2. Санкт-Петербурзька губернія
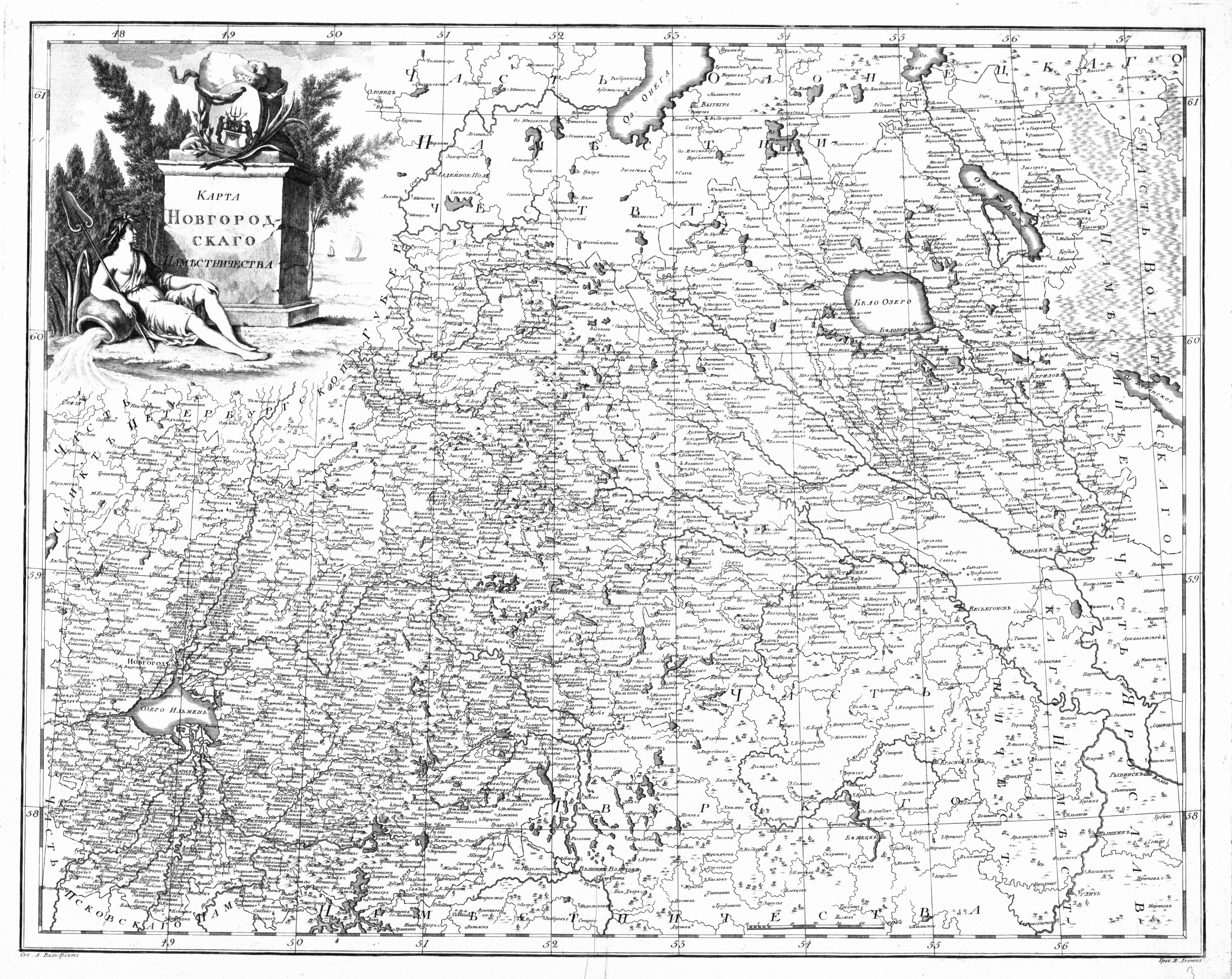
3. Новгородське намісництво
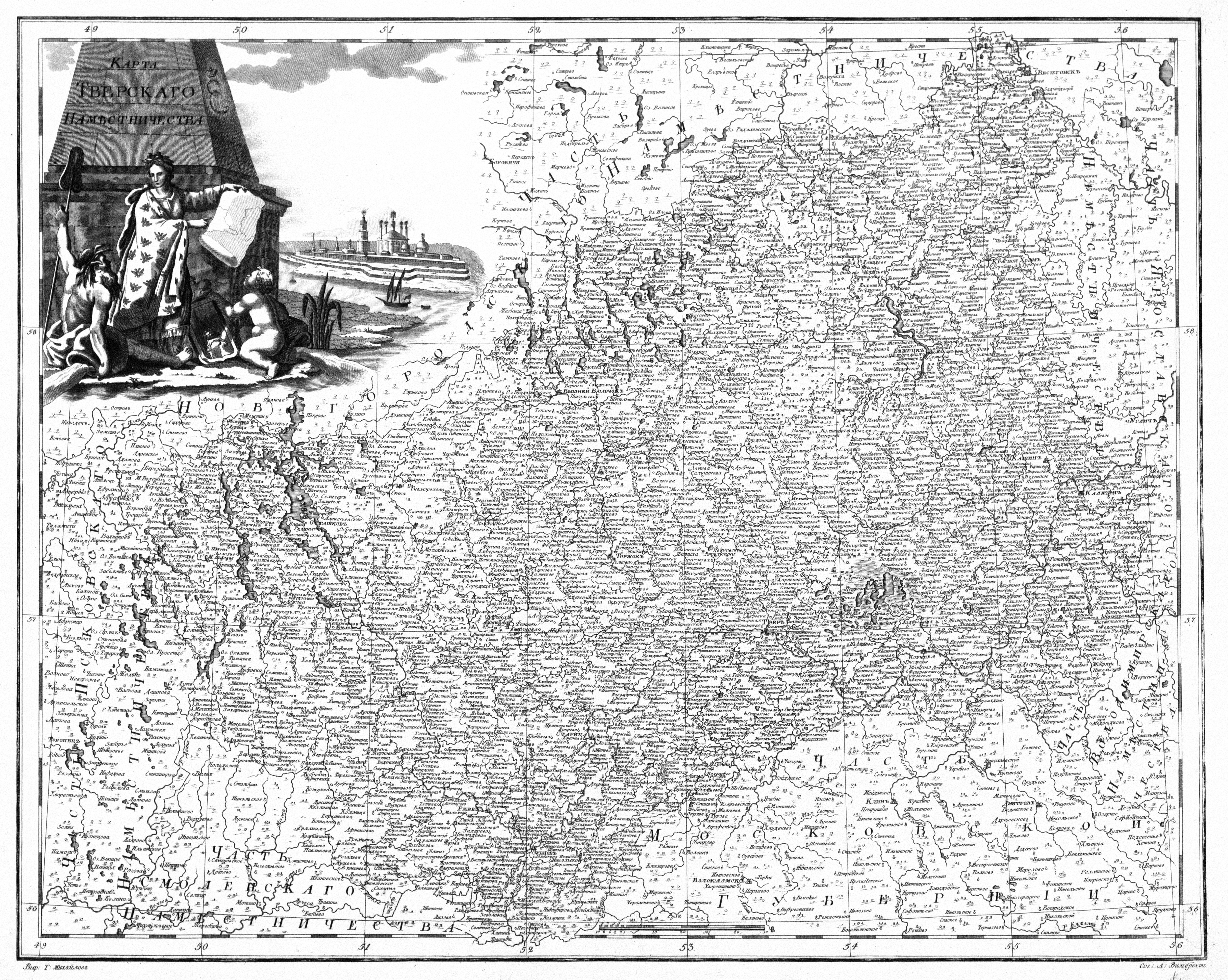
4. Тверське намісництво
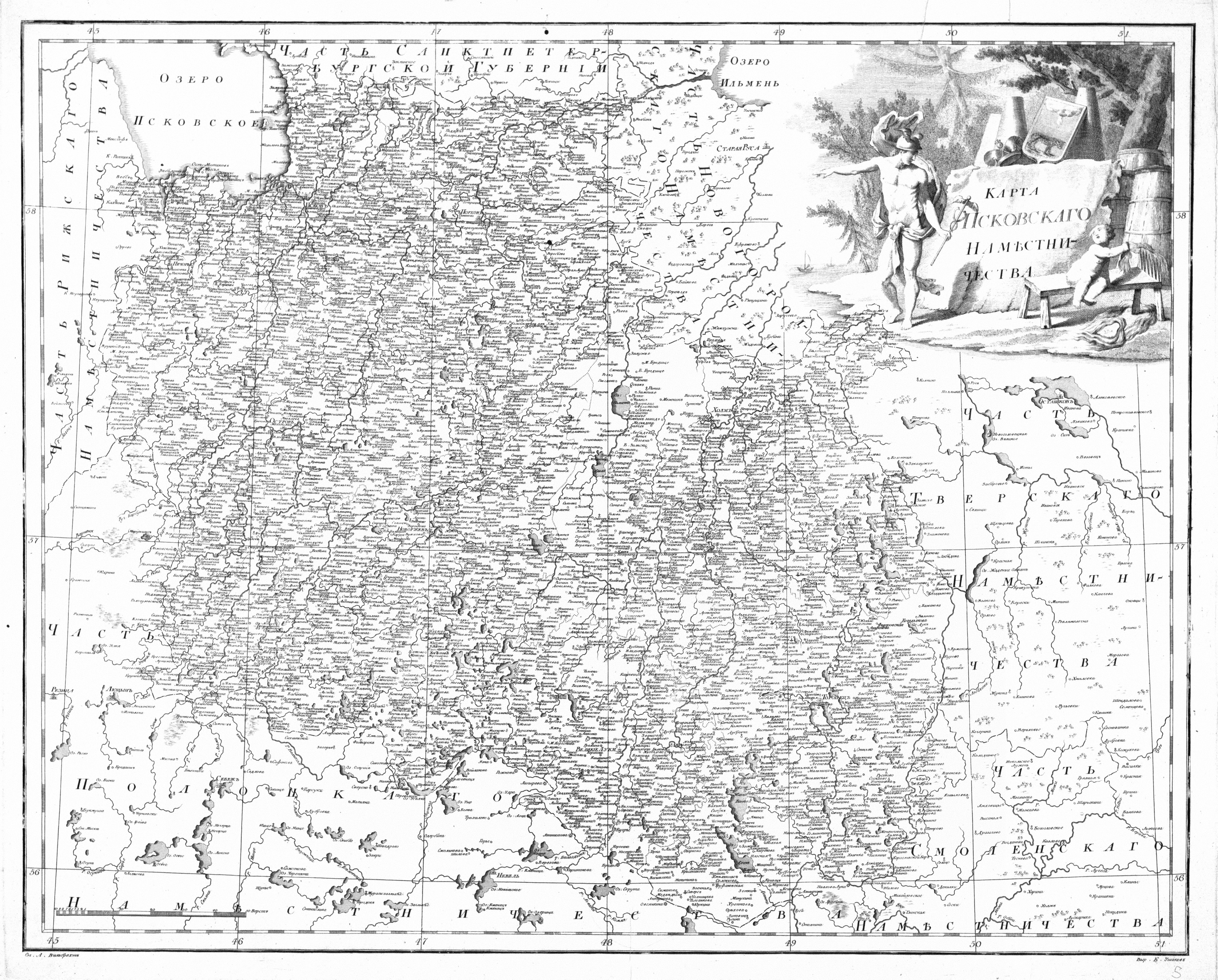
5. Псковське намісництво
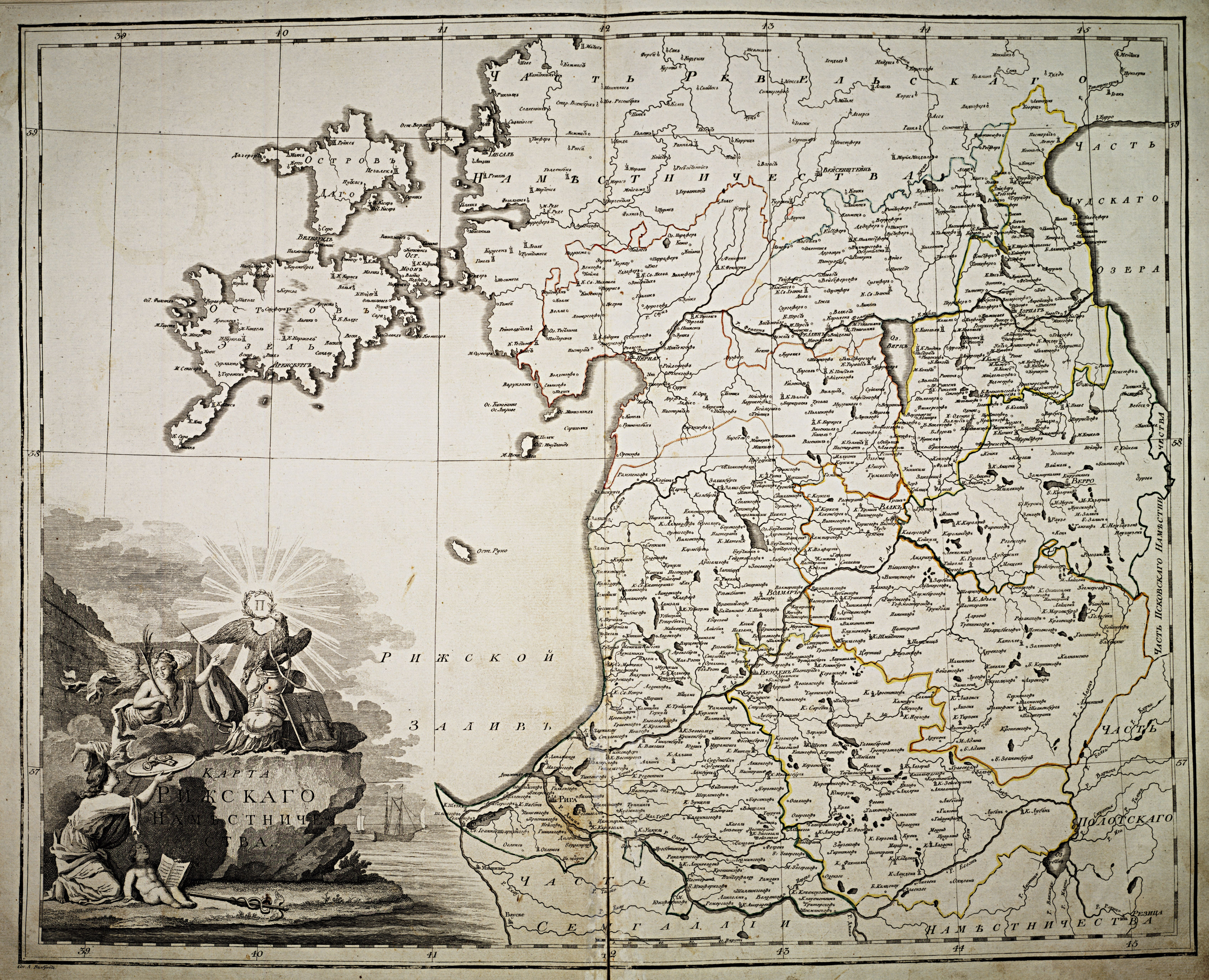
6. Ризьке намісництво
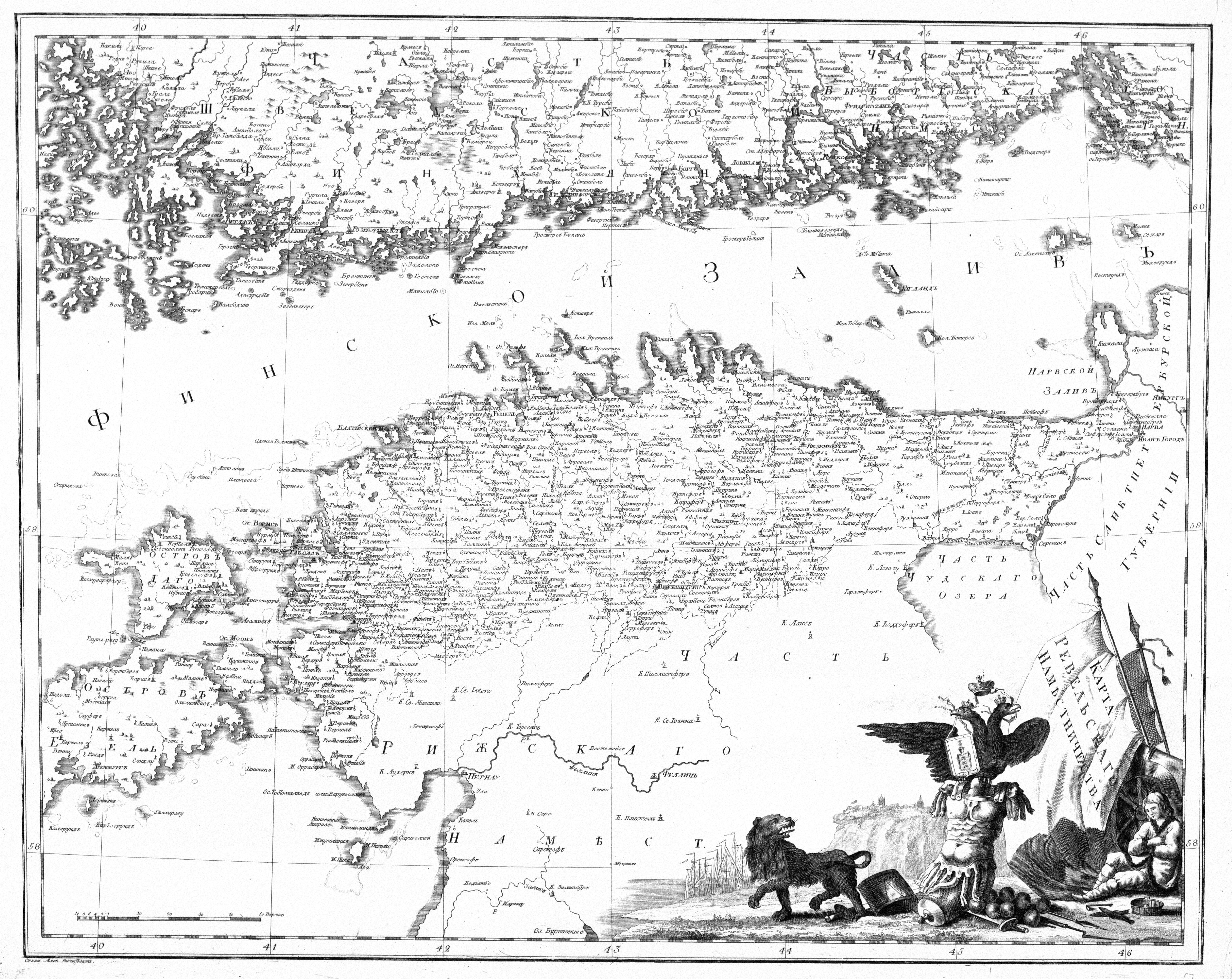
7. Ревельське намісництво
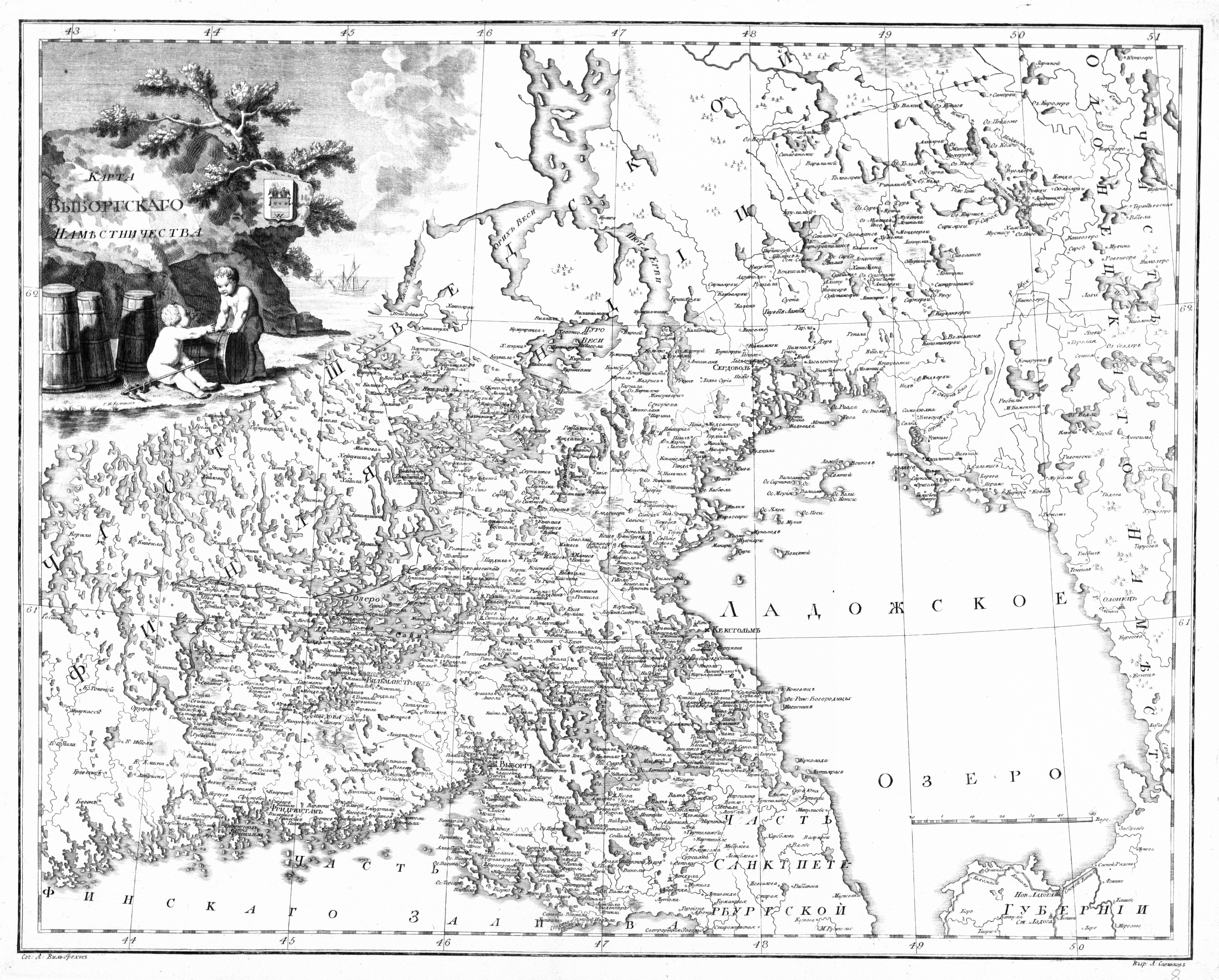
8. Виборзьке намісництво
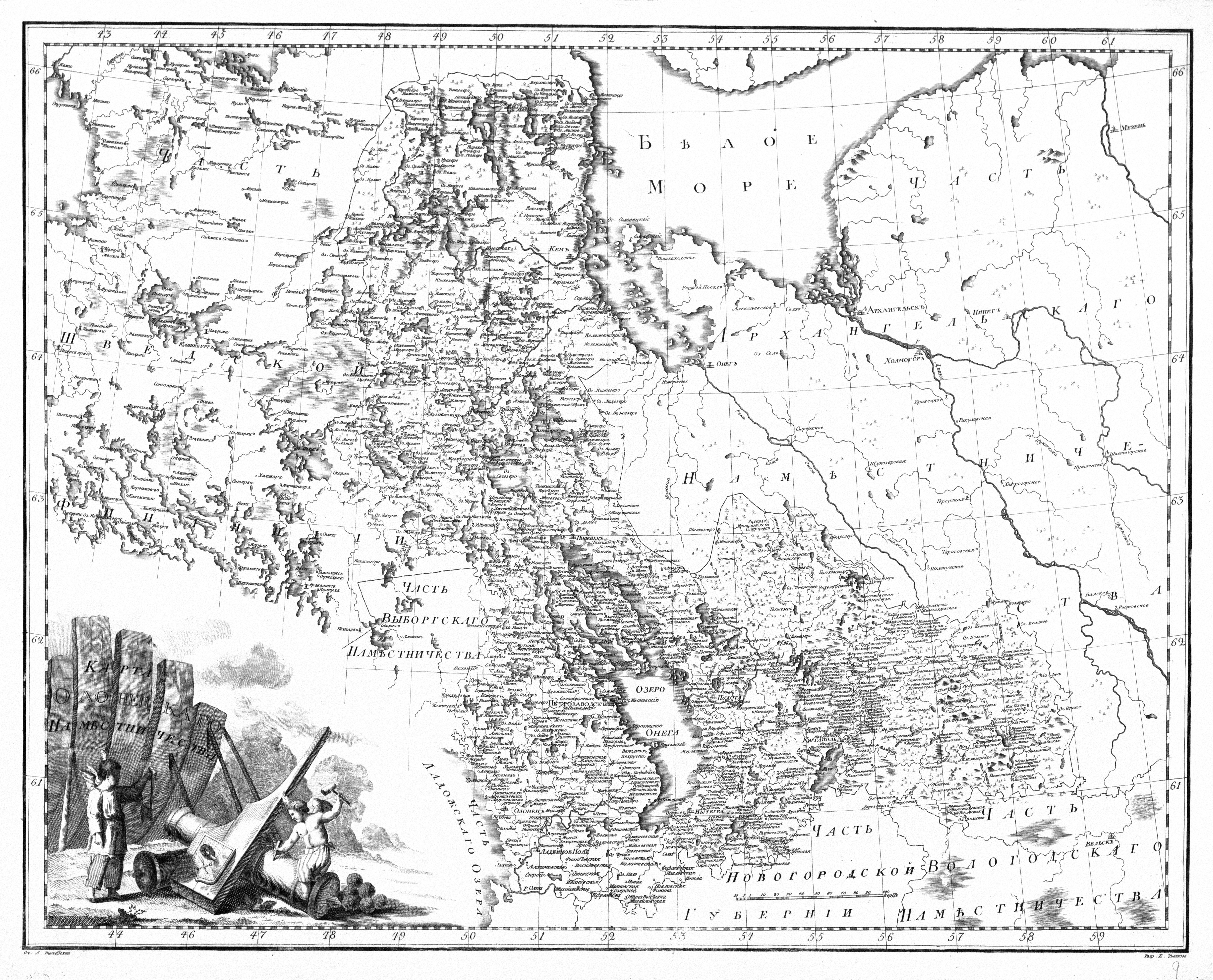
9. Олонецьке намісництво
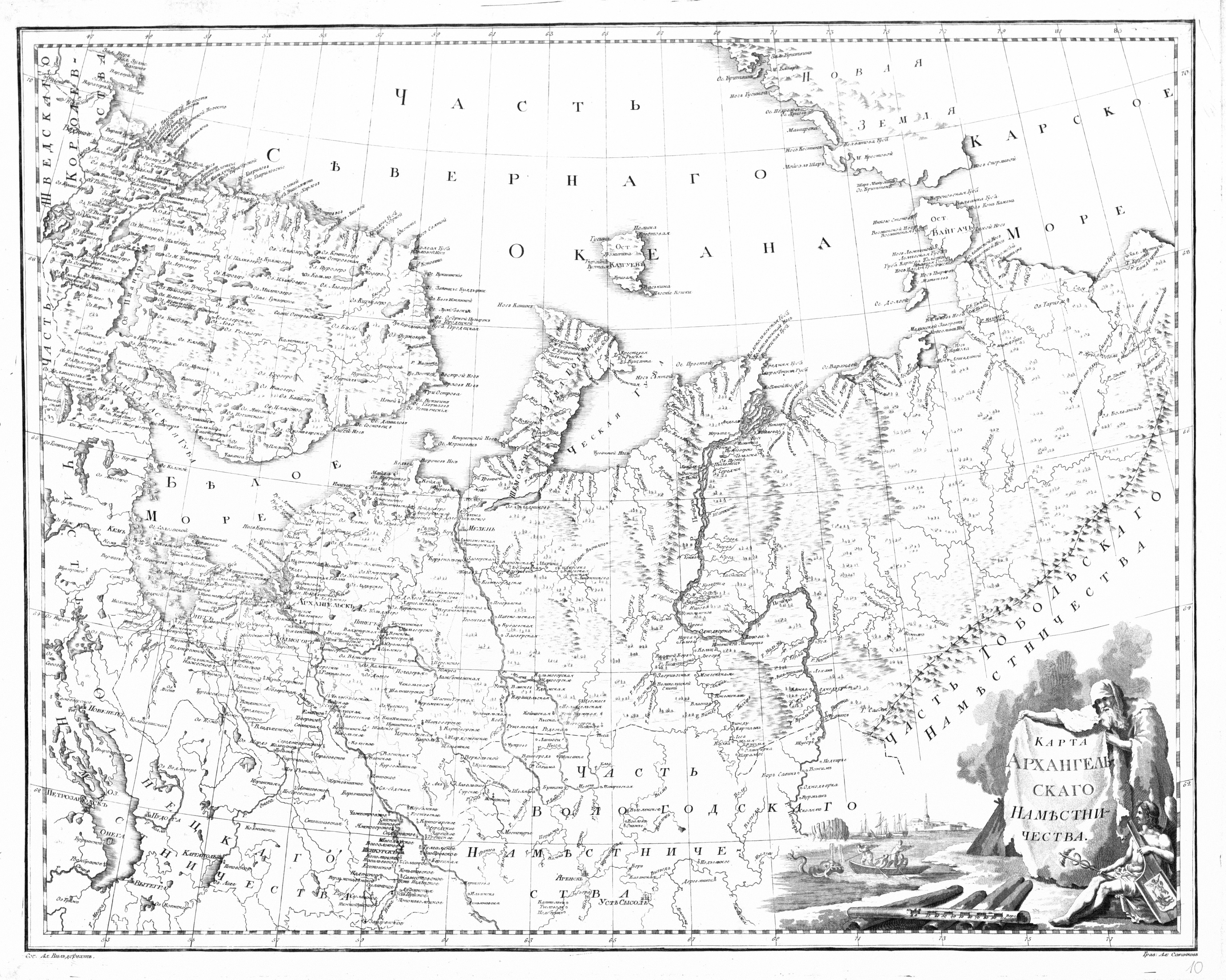
10. Архангельське намісництво
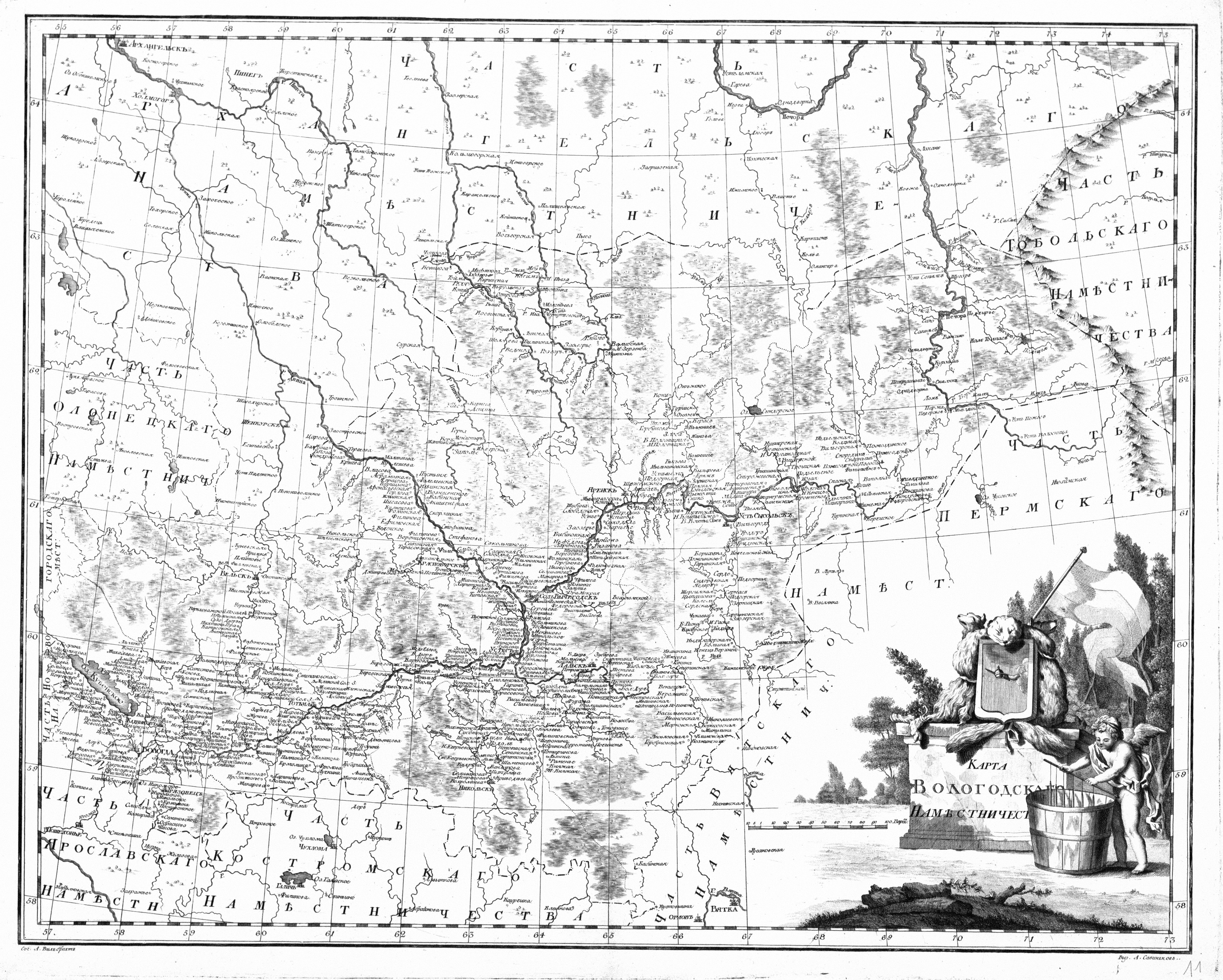
11. Вологодське намісництво
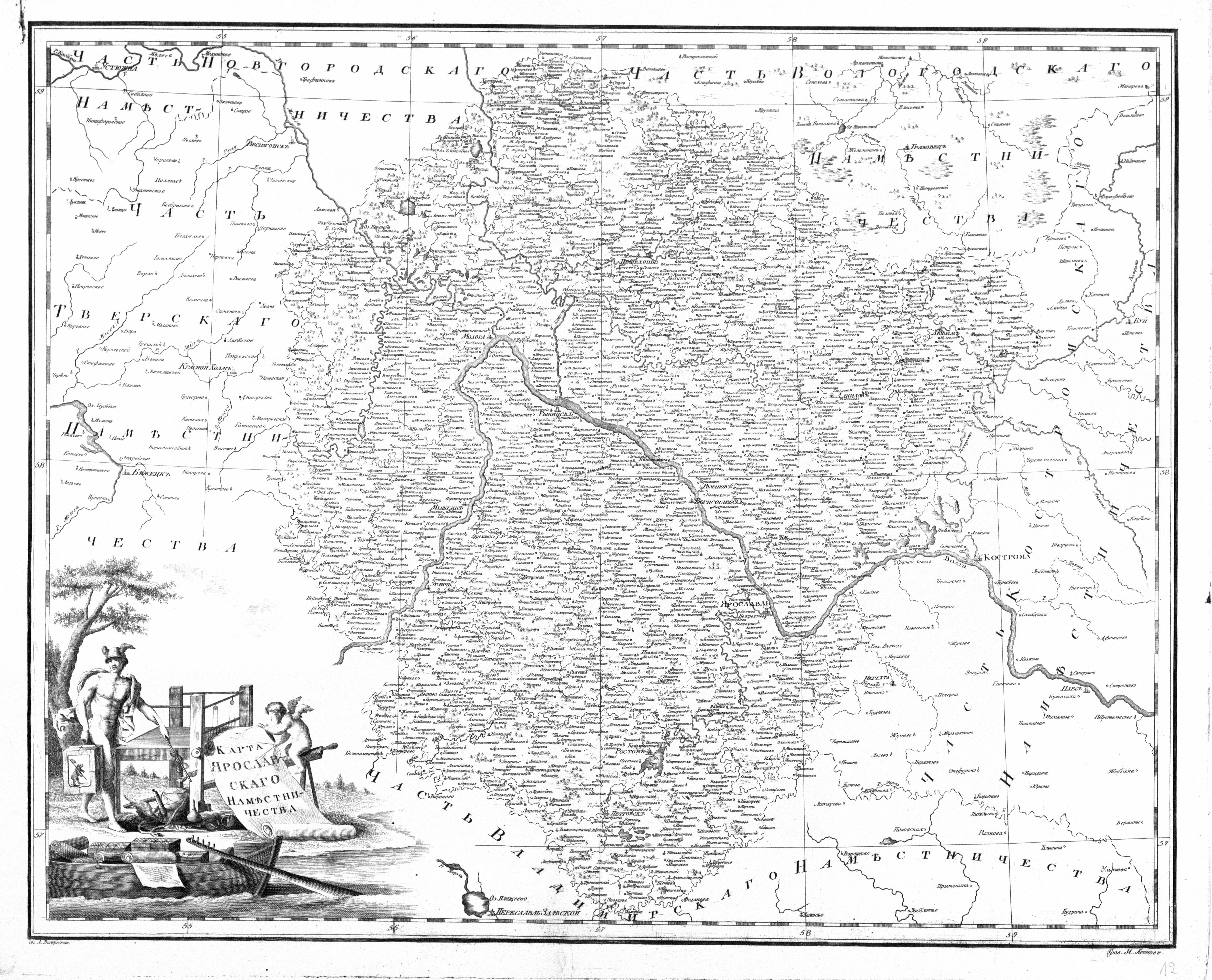
12. Ярославське намісництво
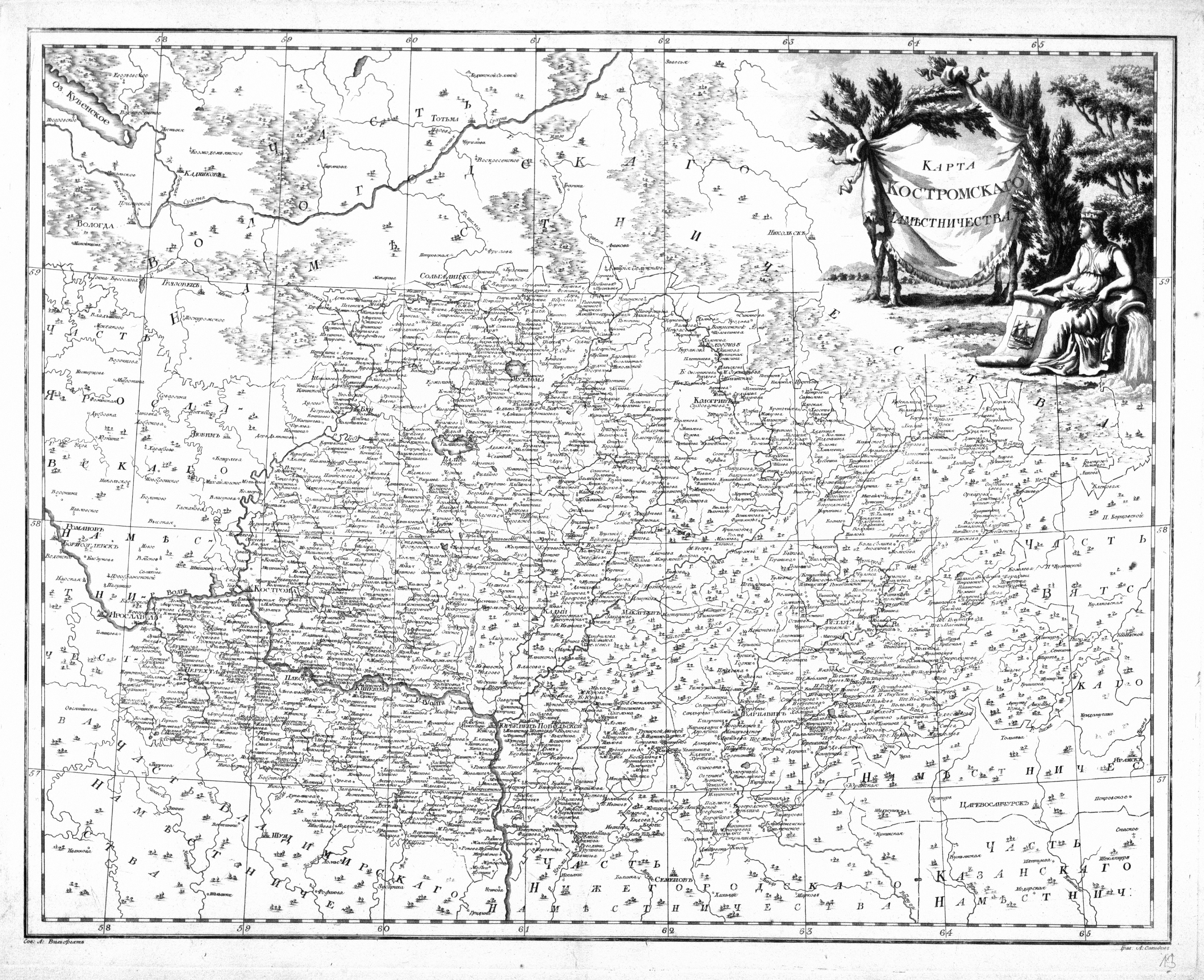
13. Костромське намісництво
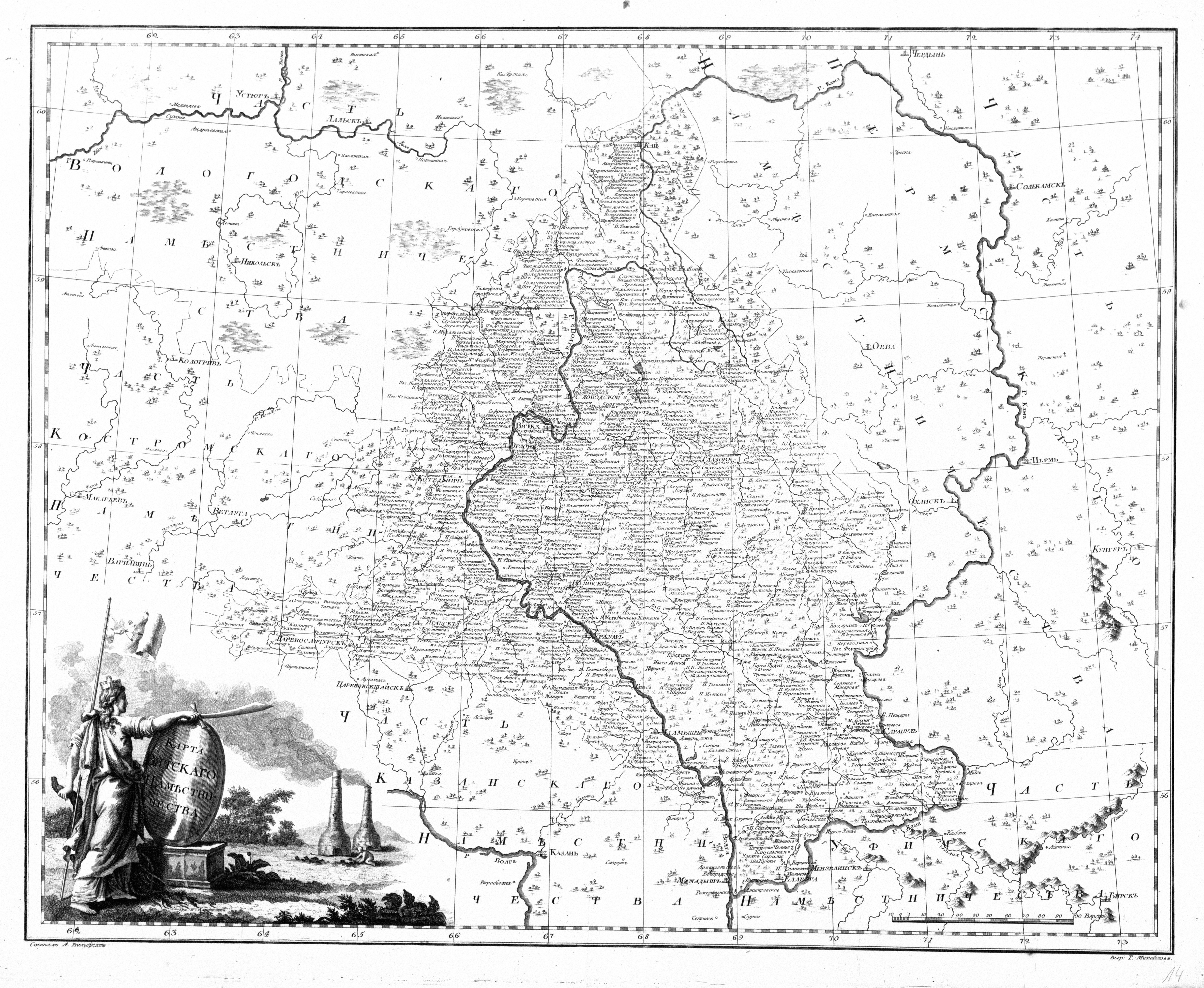
14. Вятське намісництво
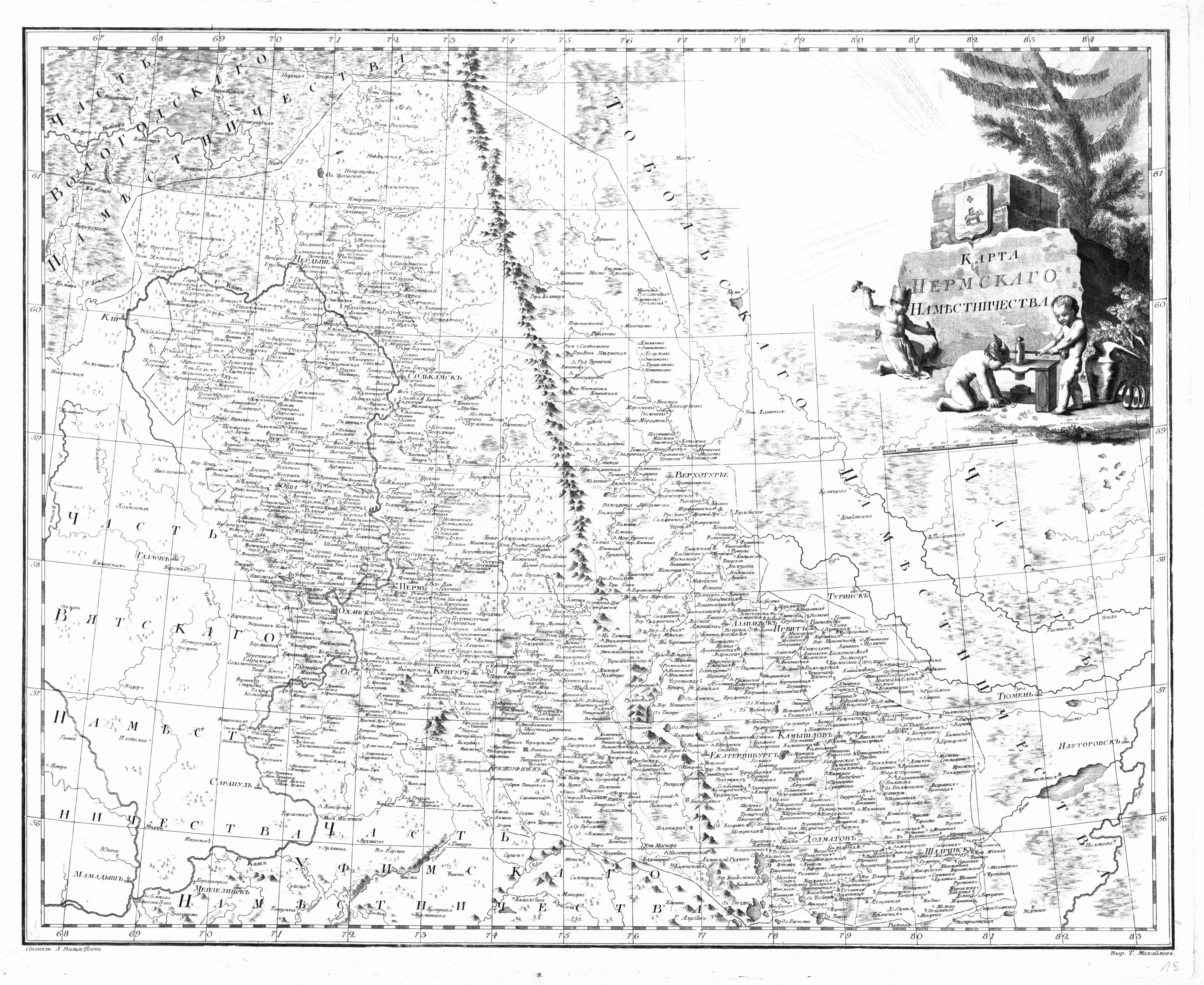
15. Пермське намісництво
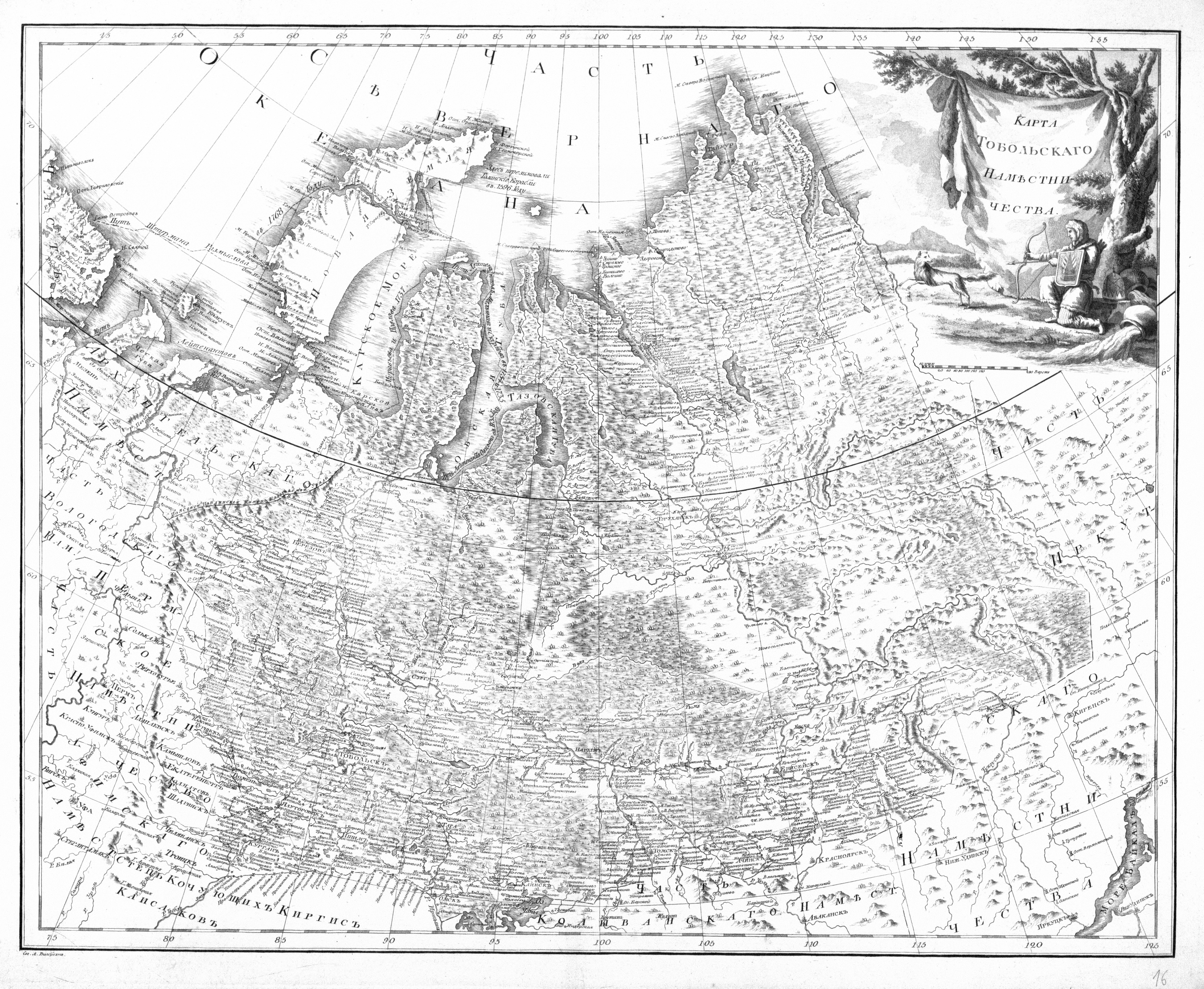
16. Тобольське намісництво

### Карти середньої смуги

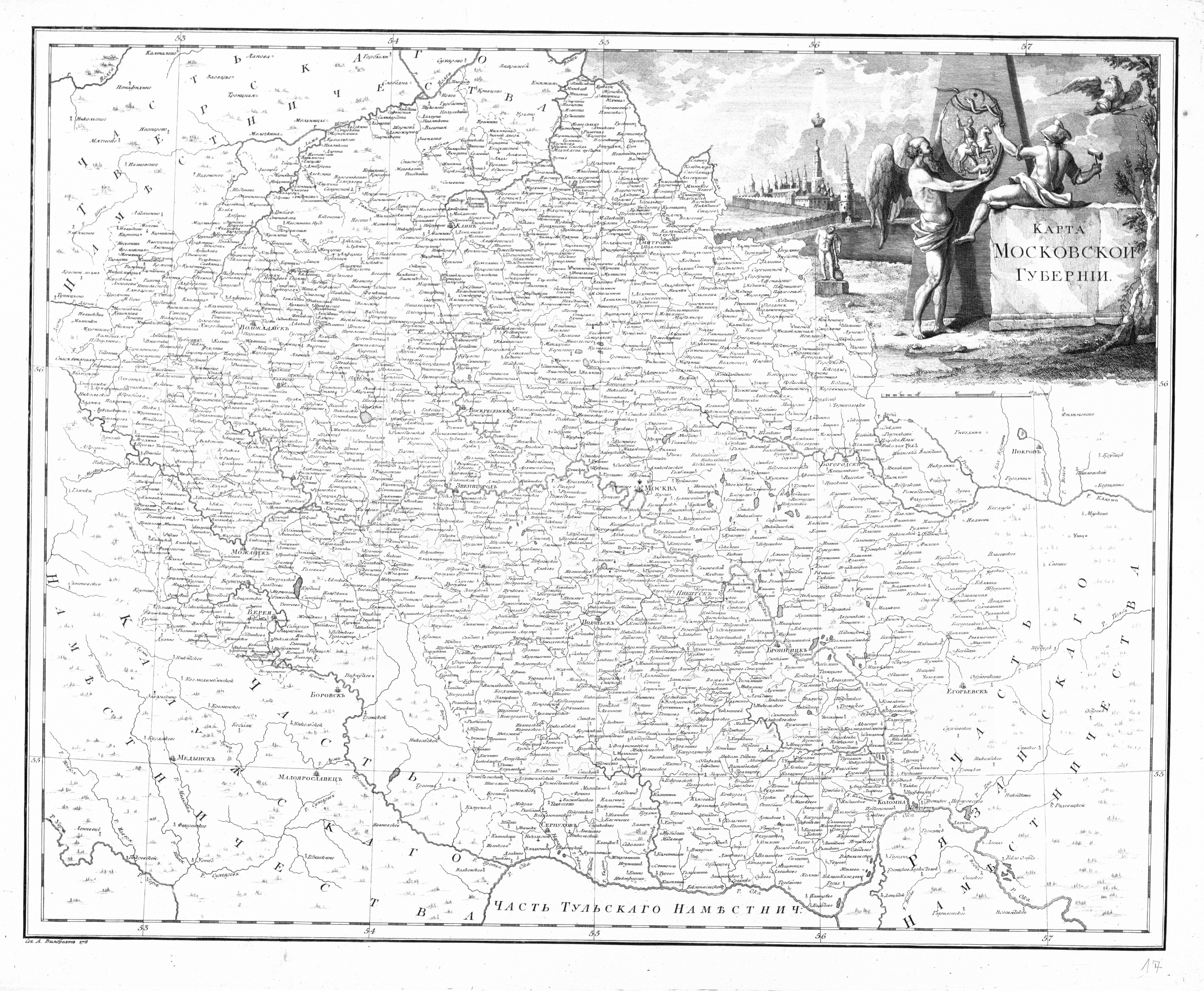
17. Московська губернія
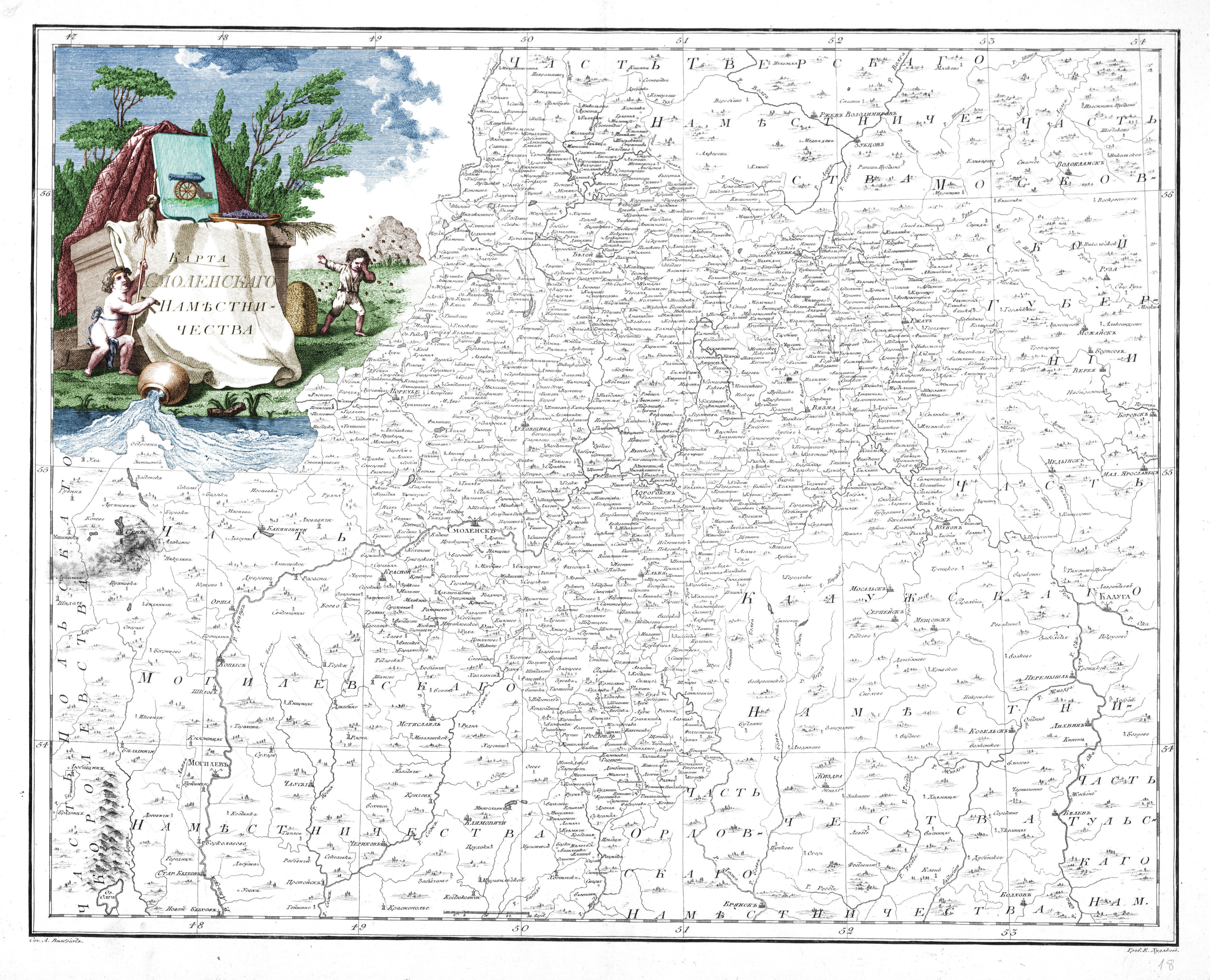
18. Смоленське намісництво
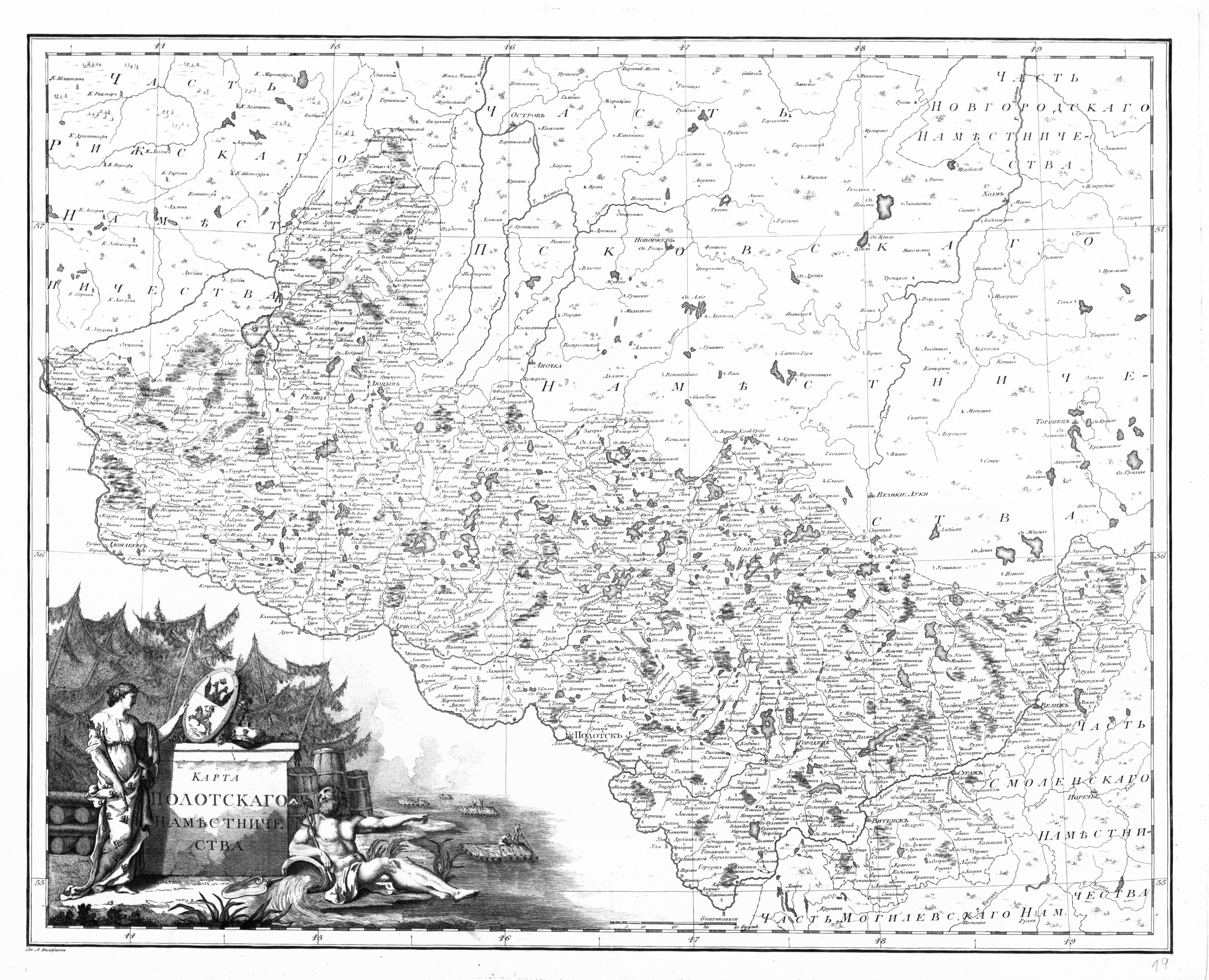
19. Полоцьке намісництво
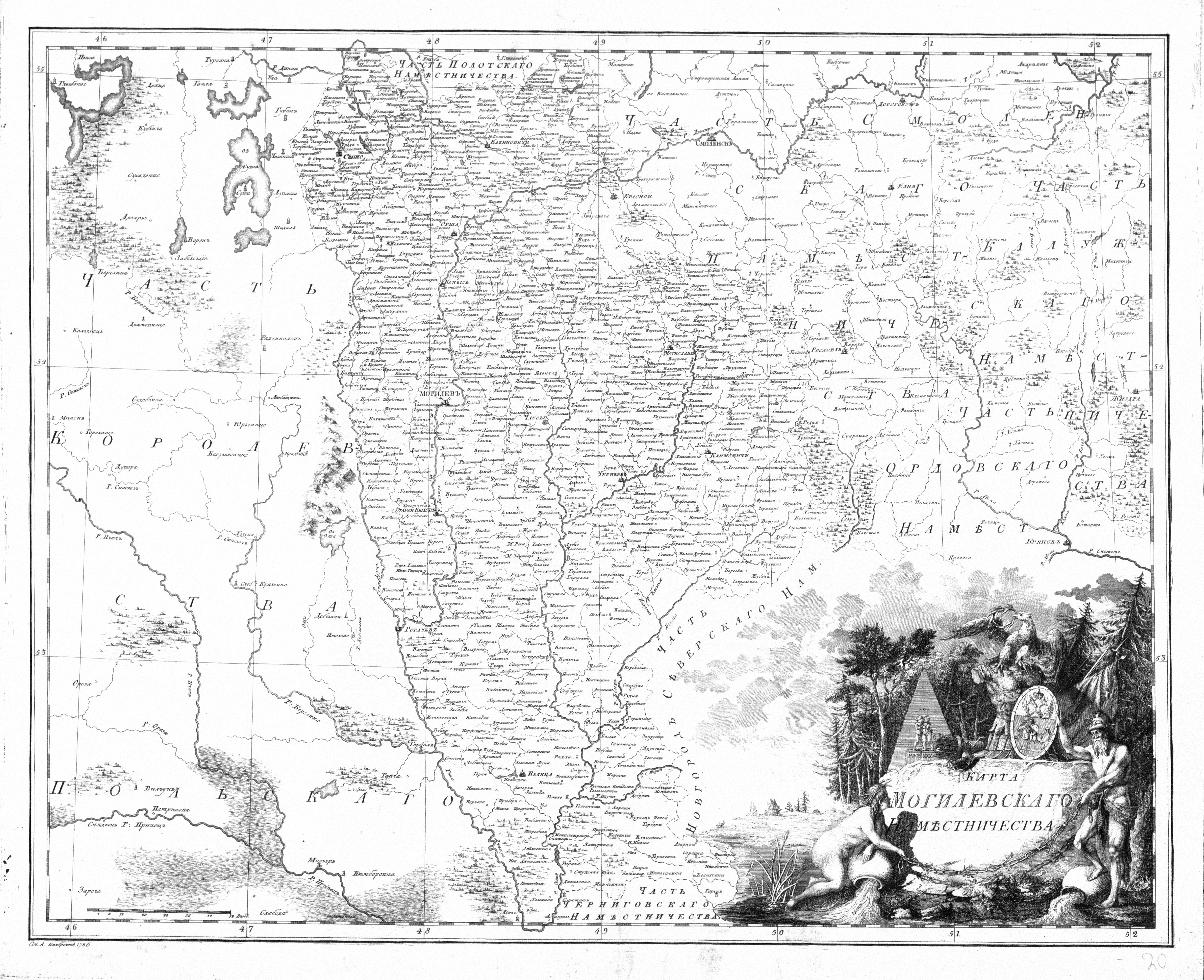
20. Могилівське намісництво
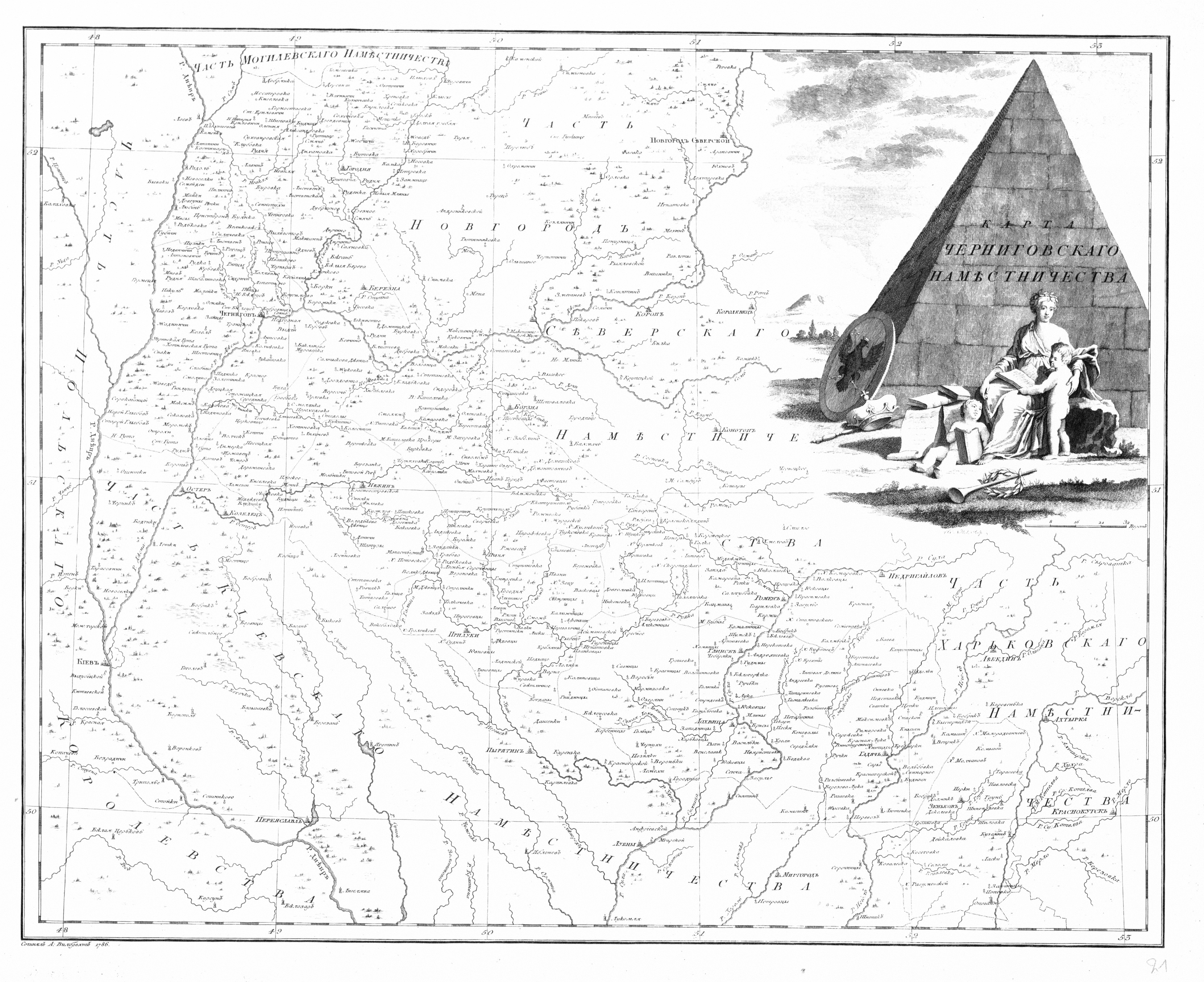
21. Чернігівське намісництво
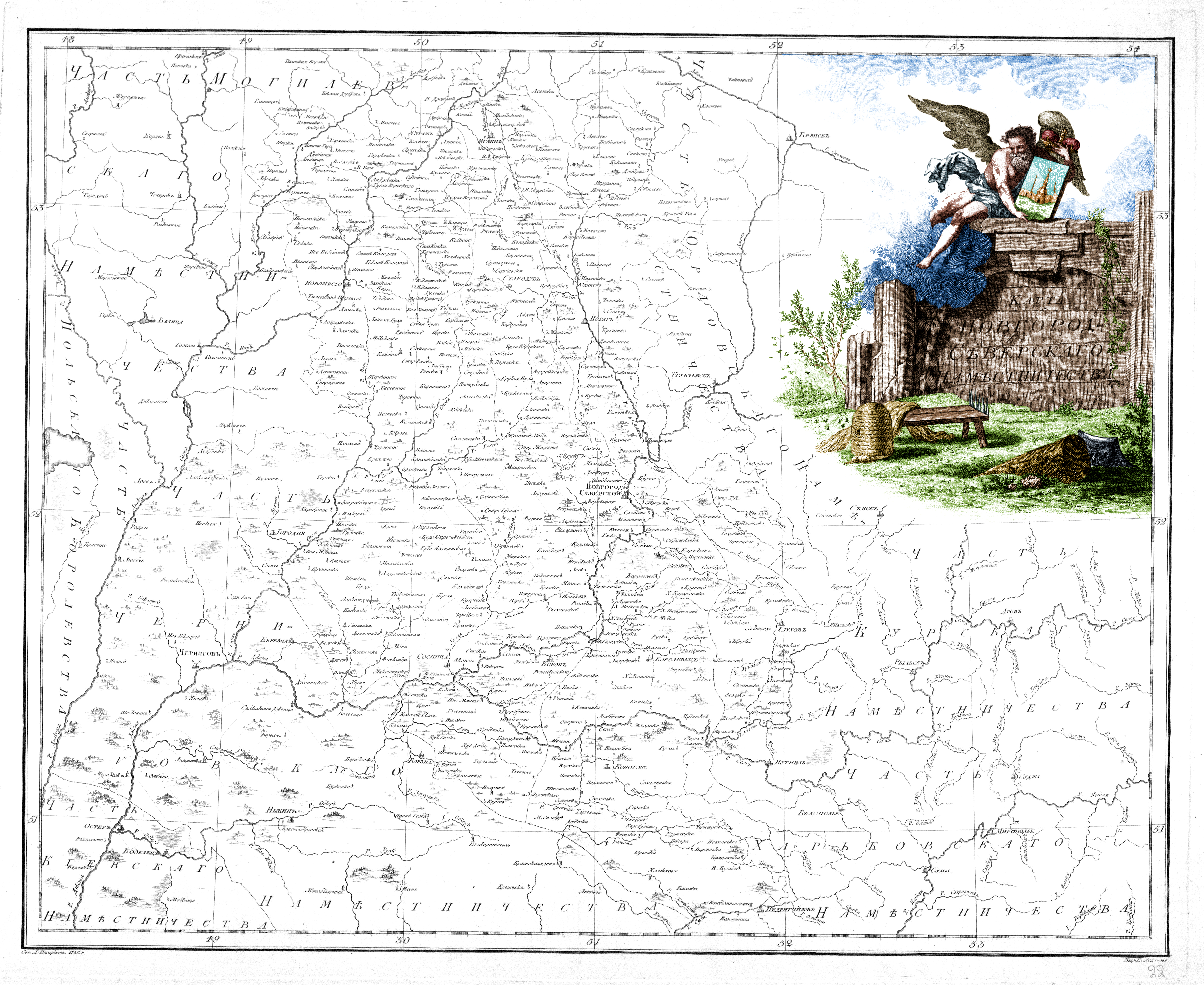
22. Новгород-Сіверське намісництво
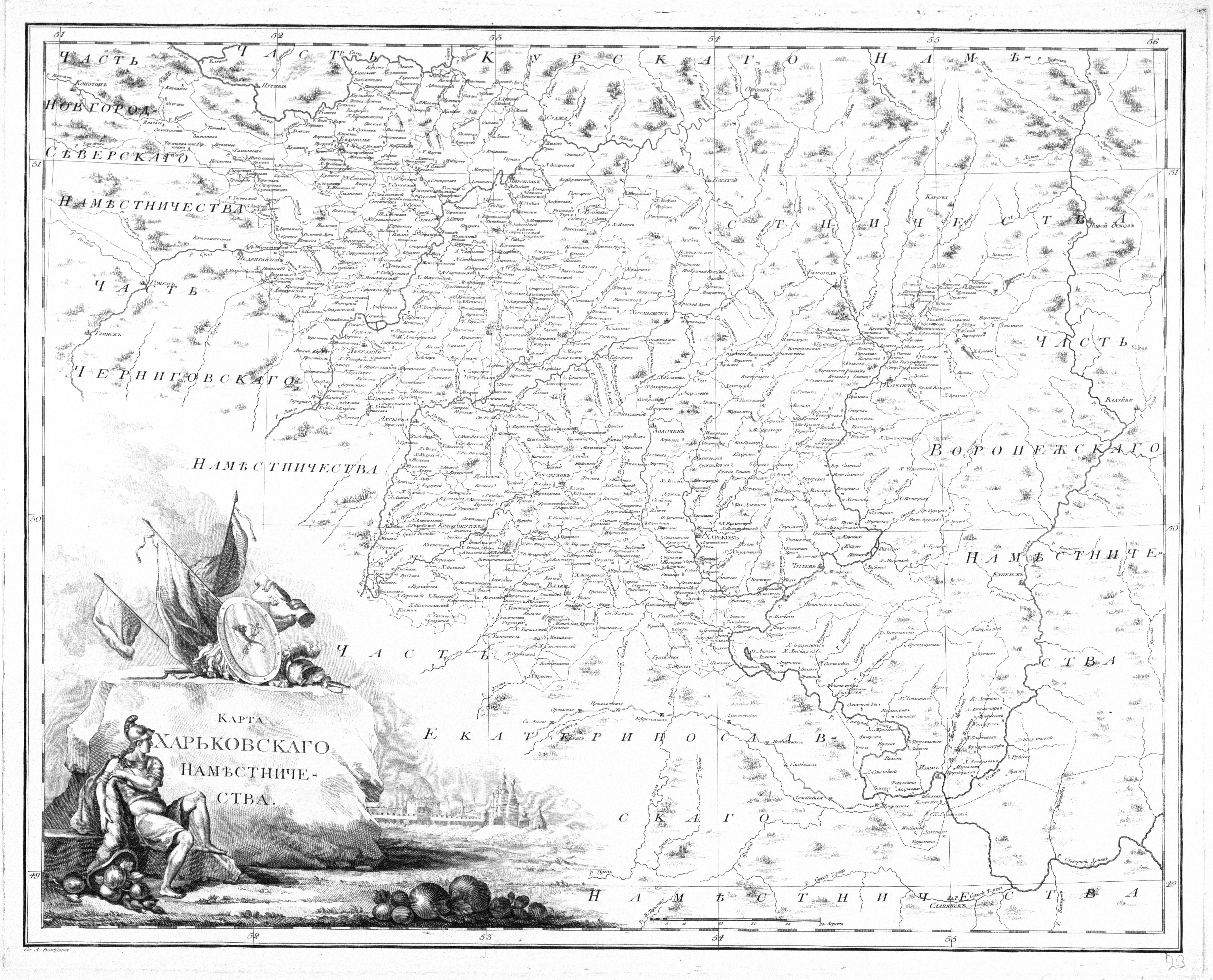
23. Харківське намісництво
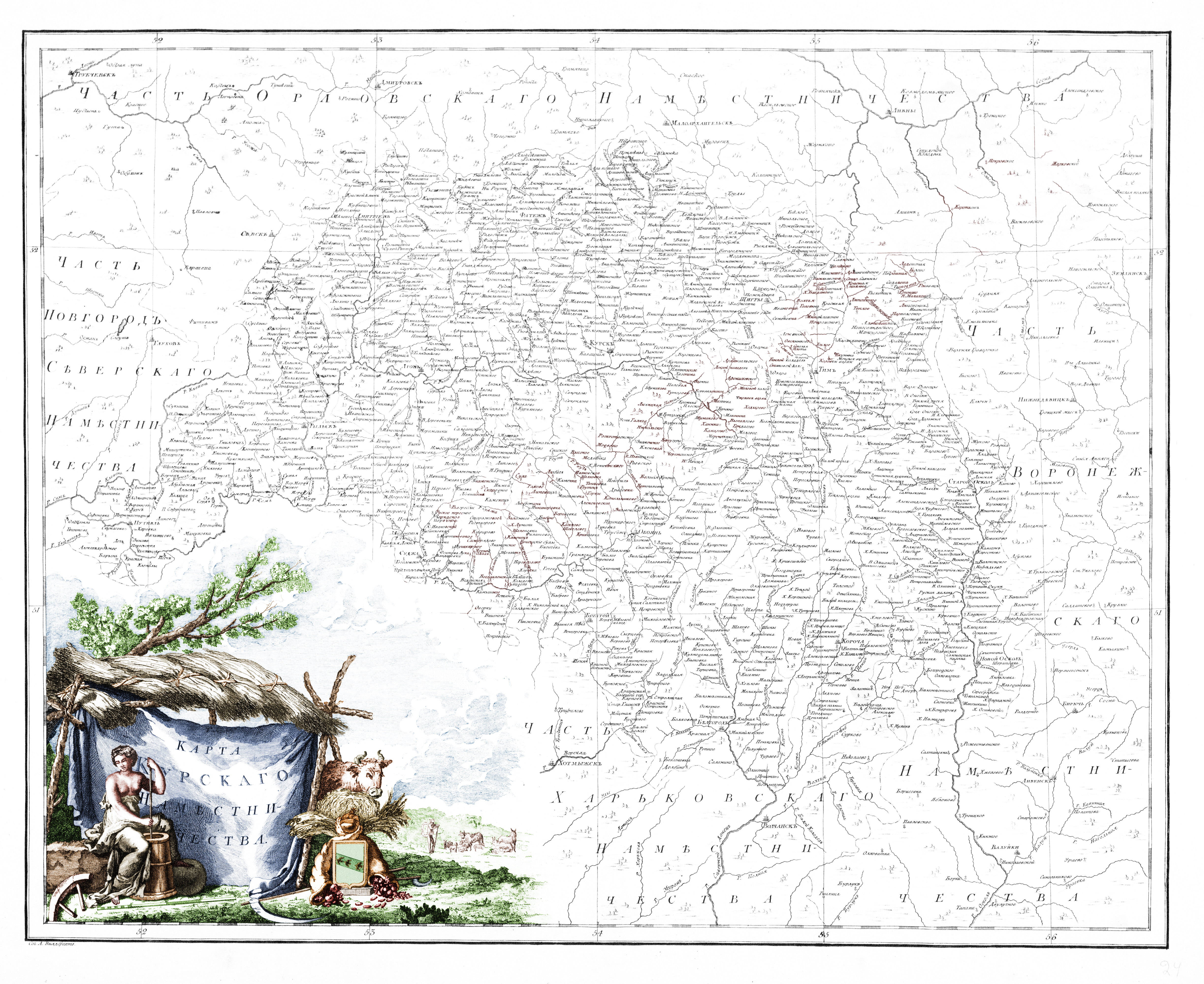
24. Курське намісництво
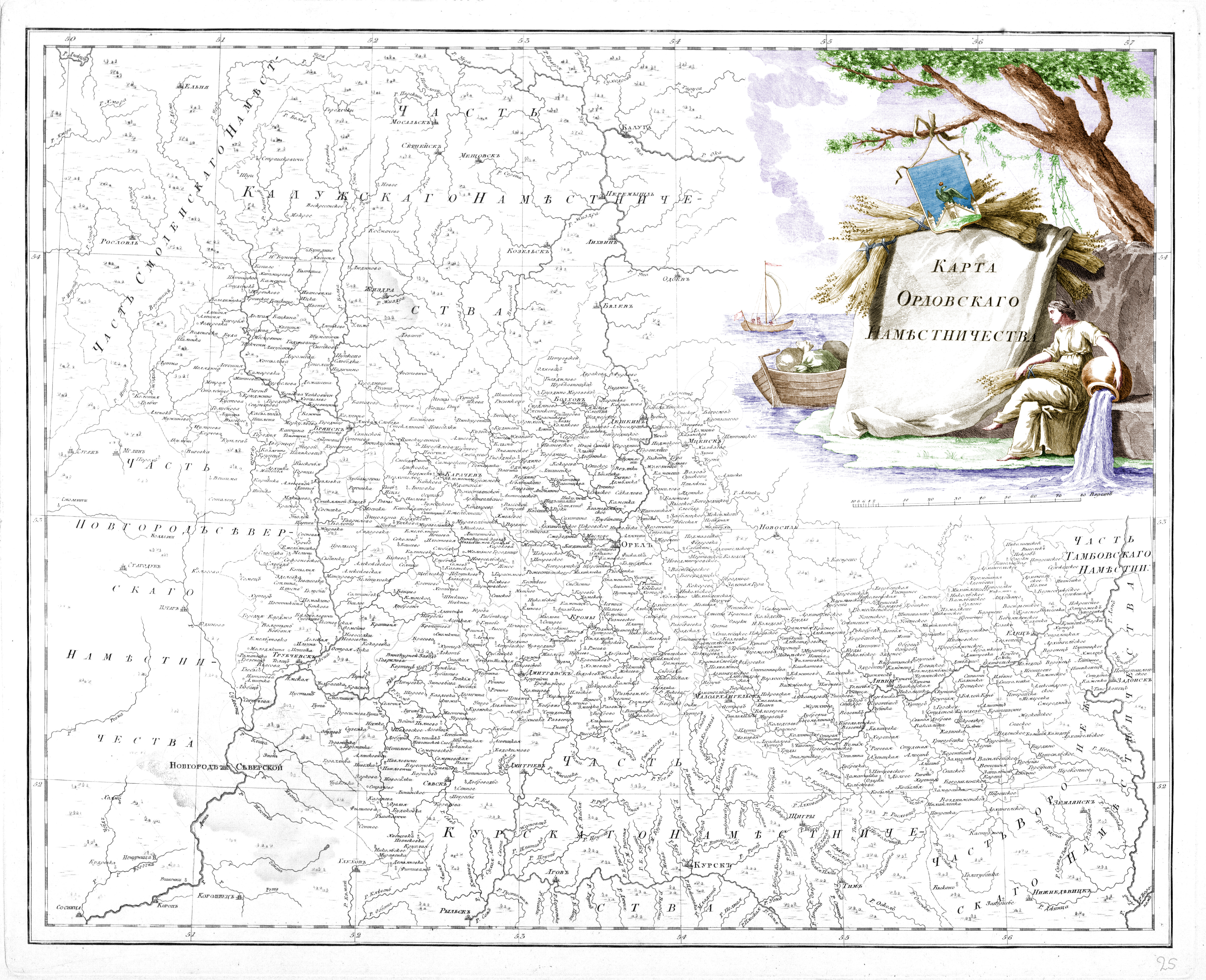
25. Орловське намісництво
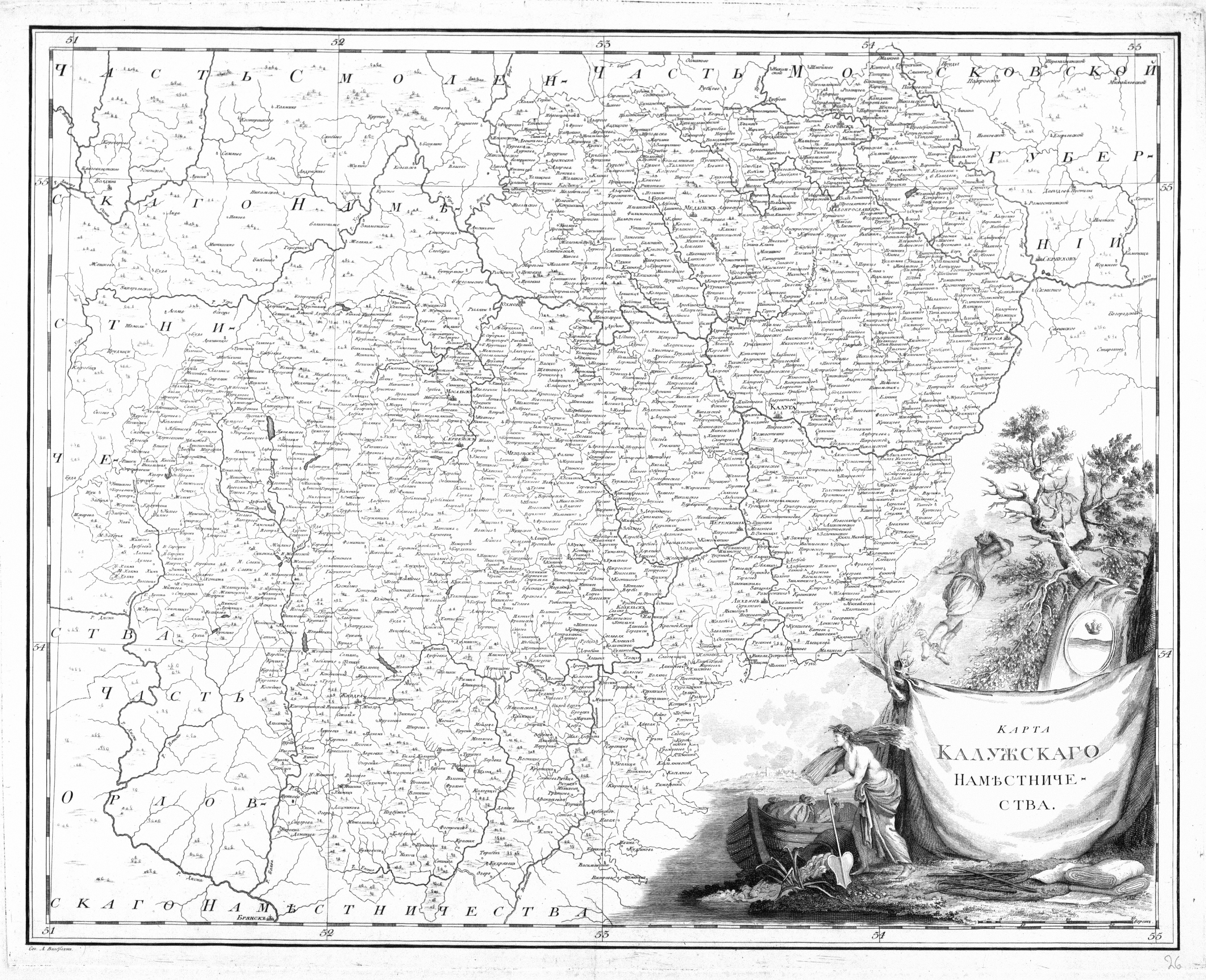
26. Калузьке намісництво
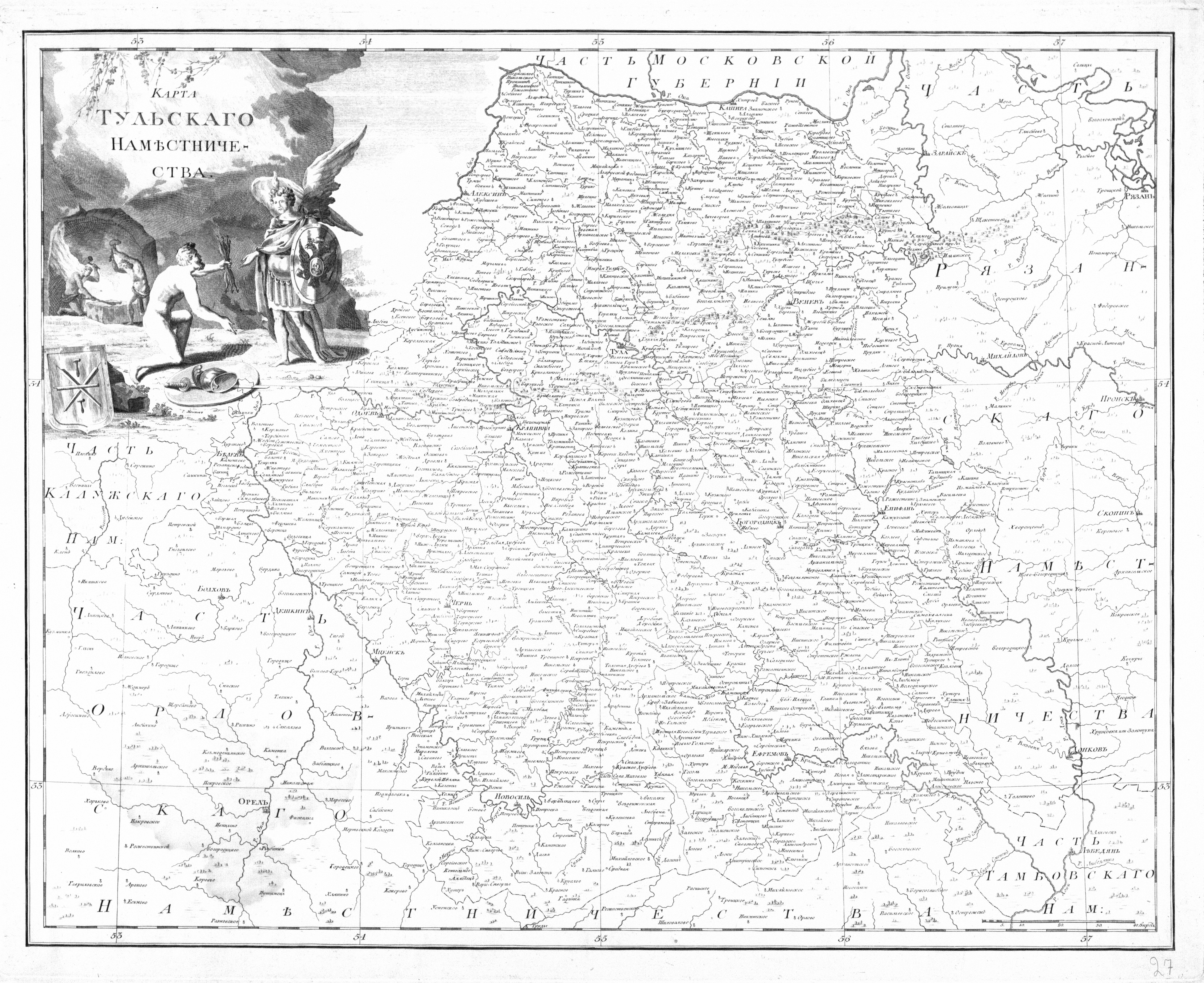
27. Тулське намісництво
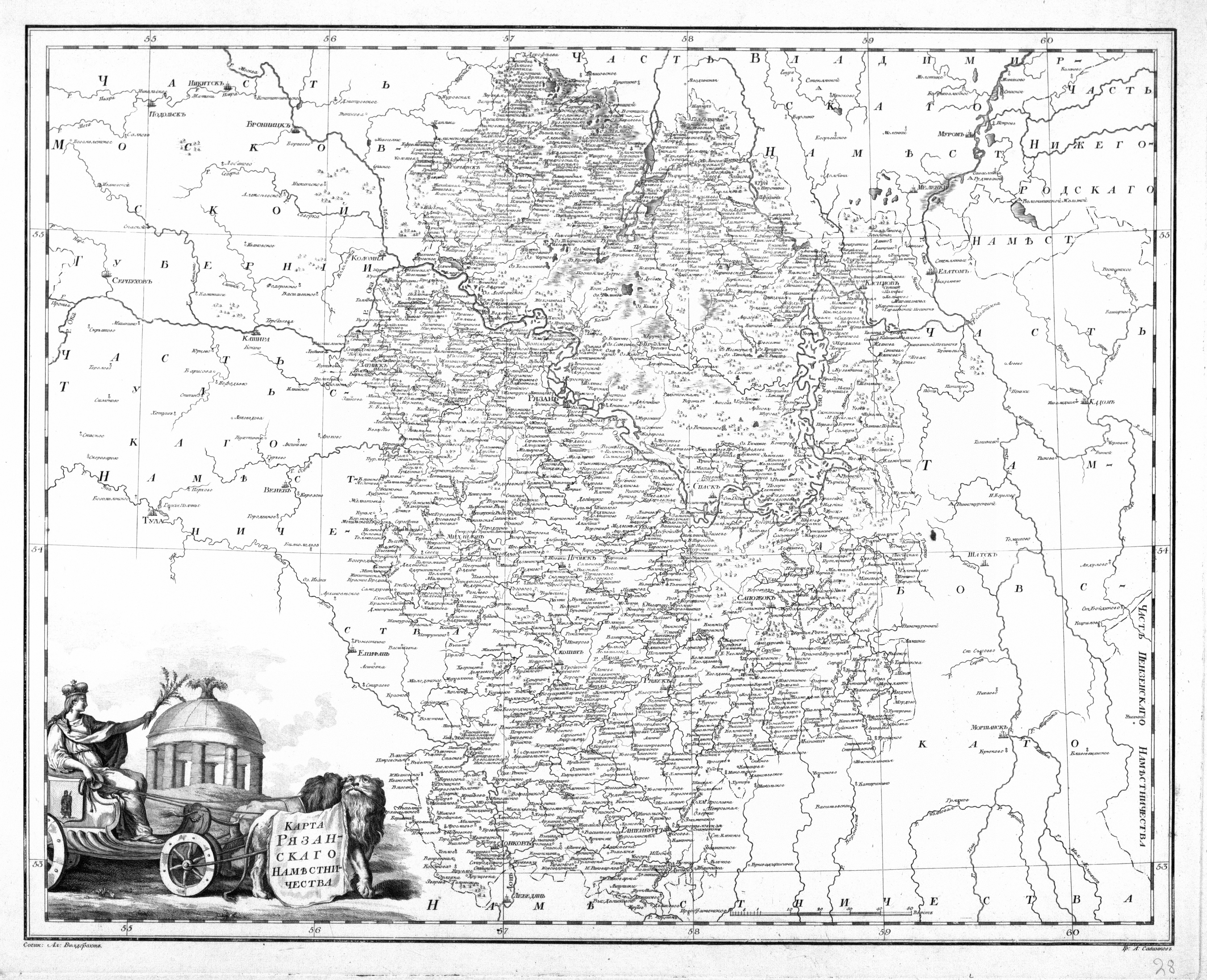
28. Рязанське намісництво
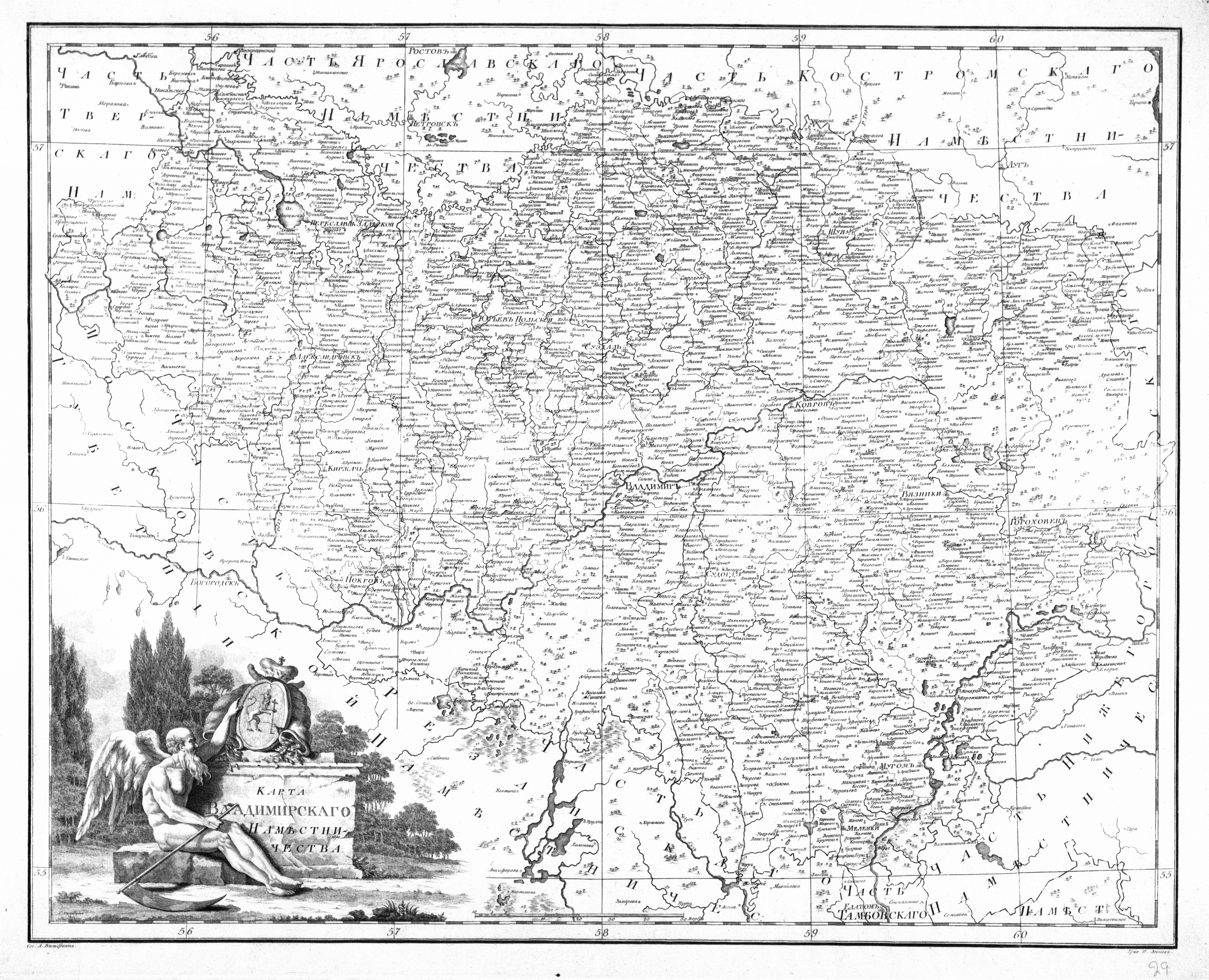
29. Володимирське намісництво
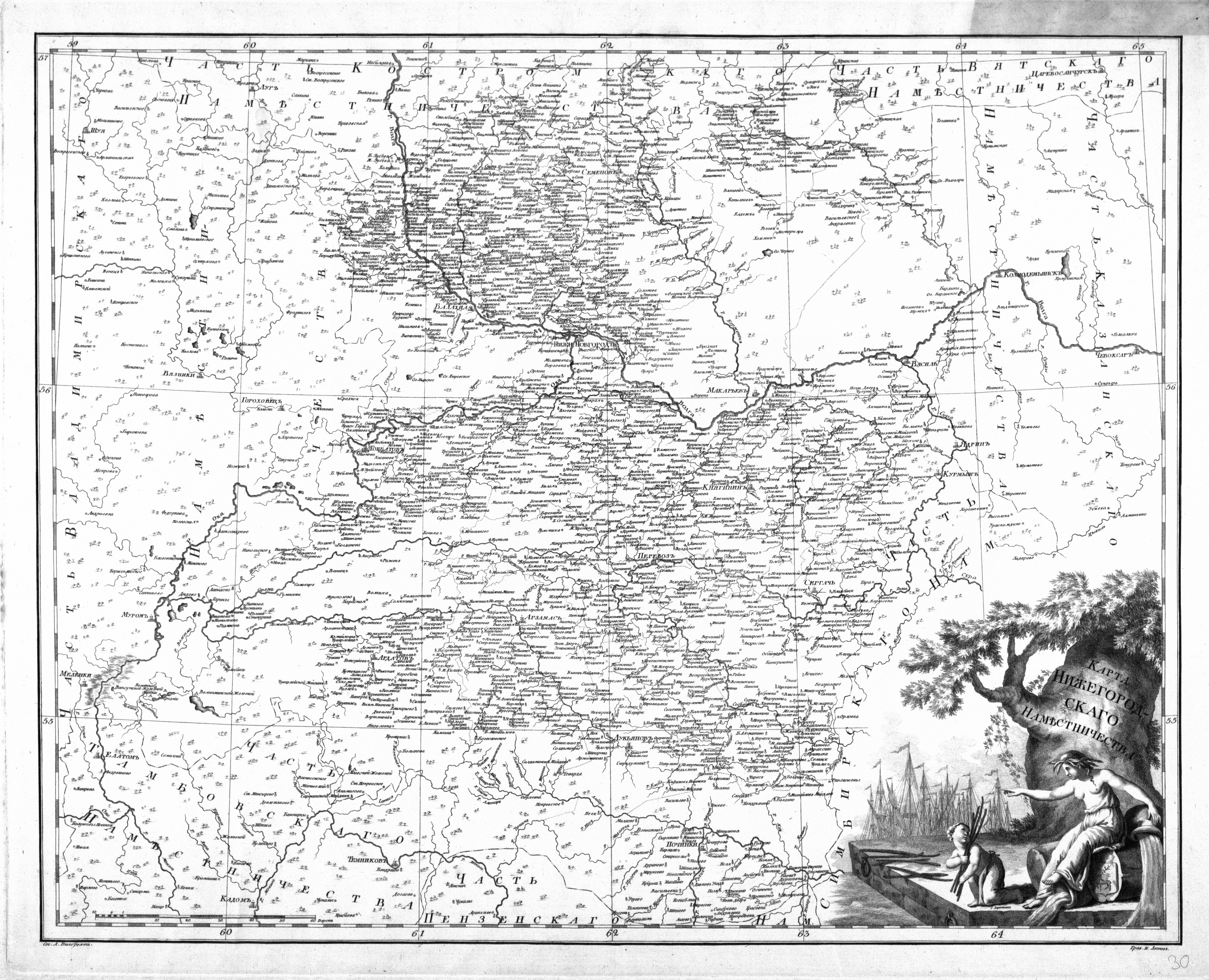
30. Низогородське намісництво
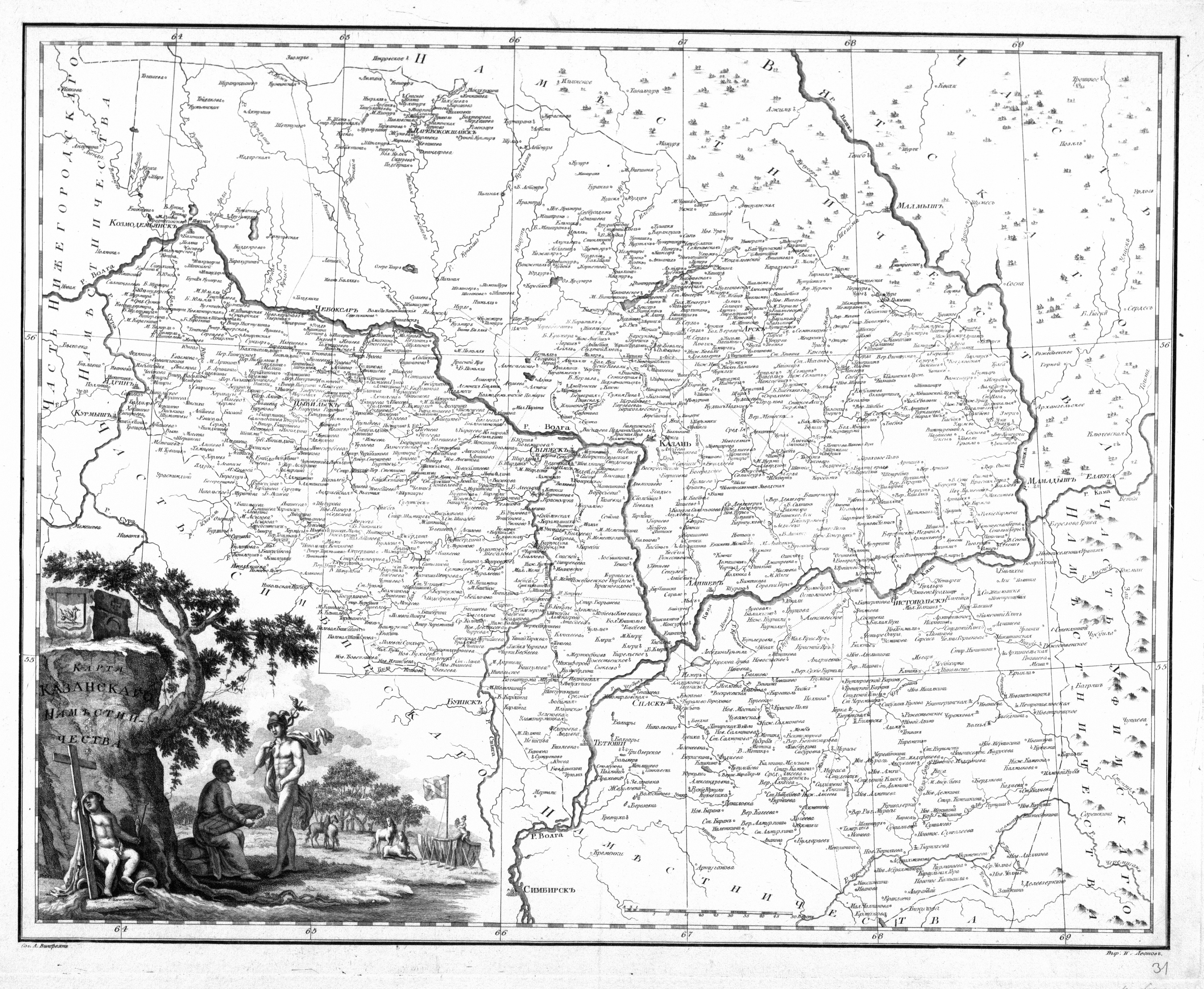
31. Казанське намісництво
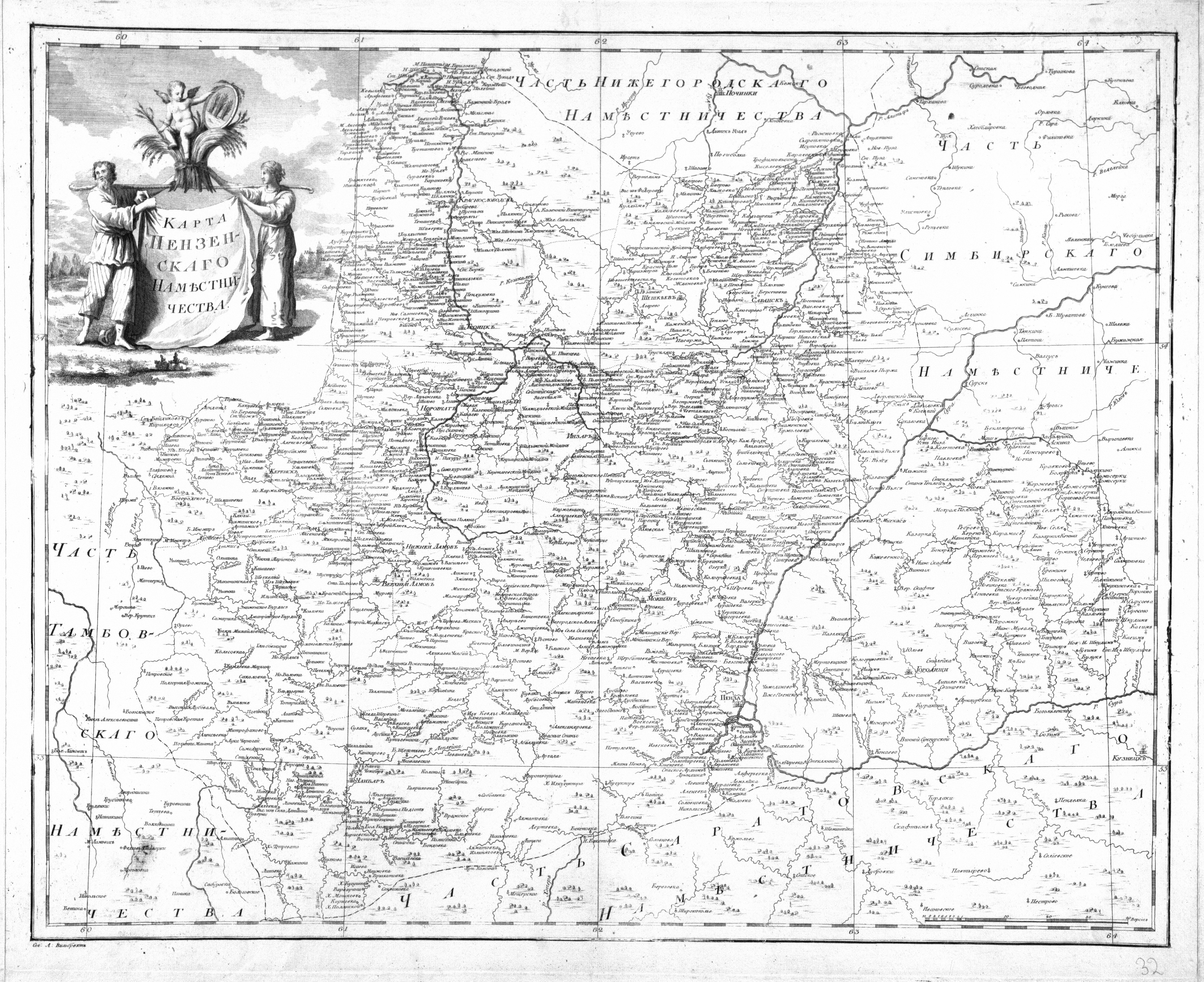
32. Пензенське намісництво
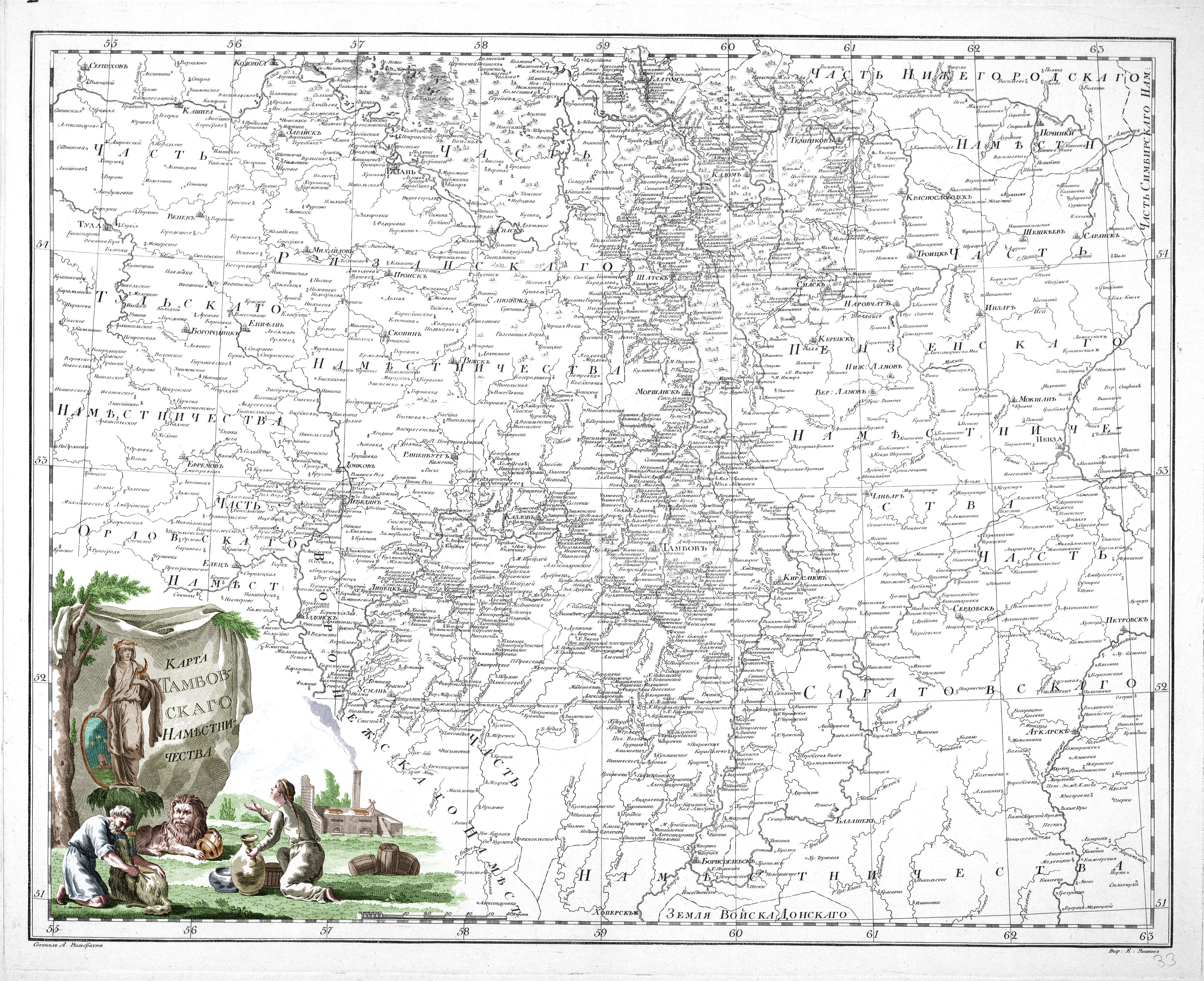
33. Тамбовське намісництво
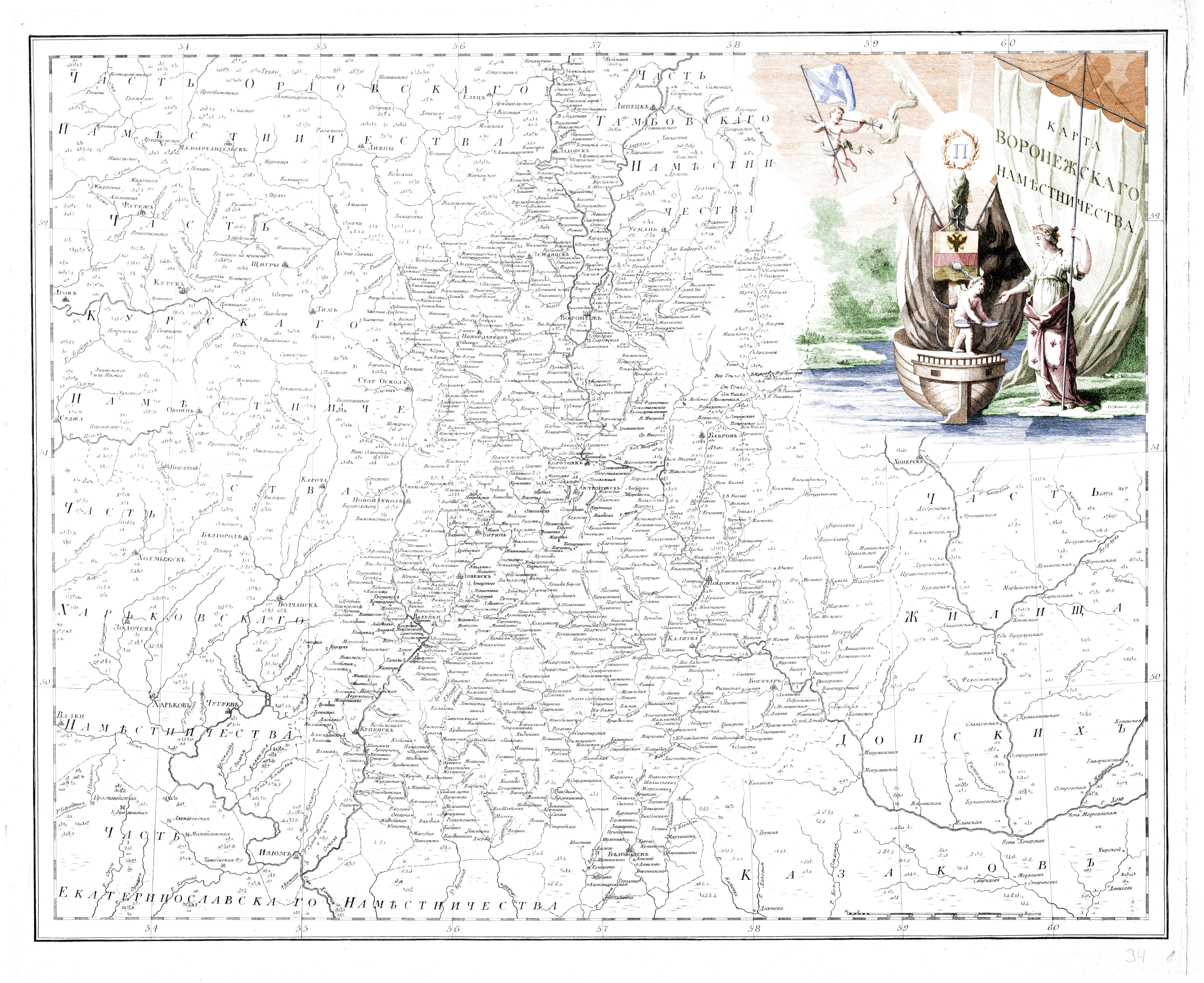
34. Воронізьке намісництво
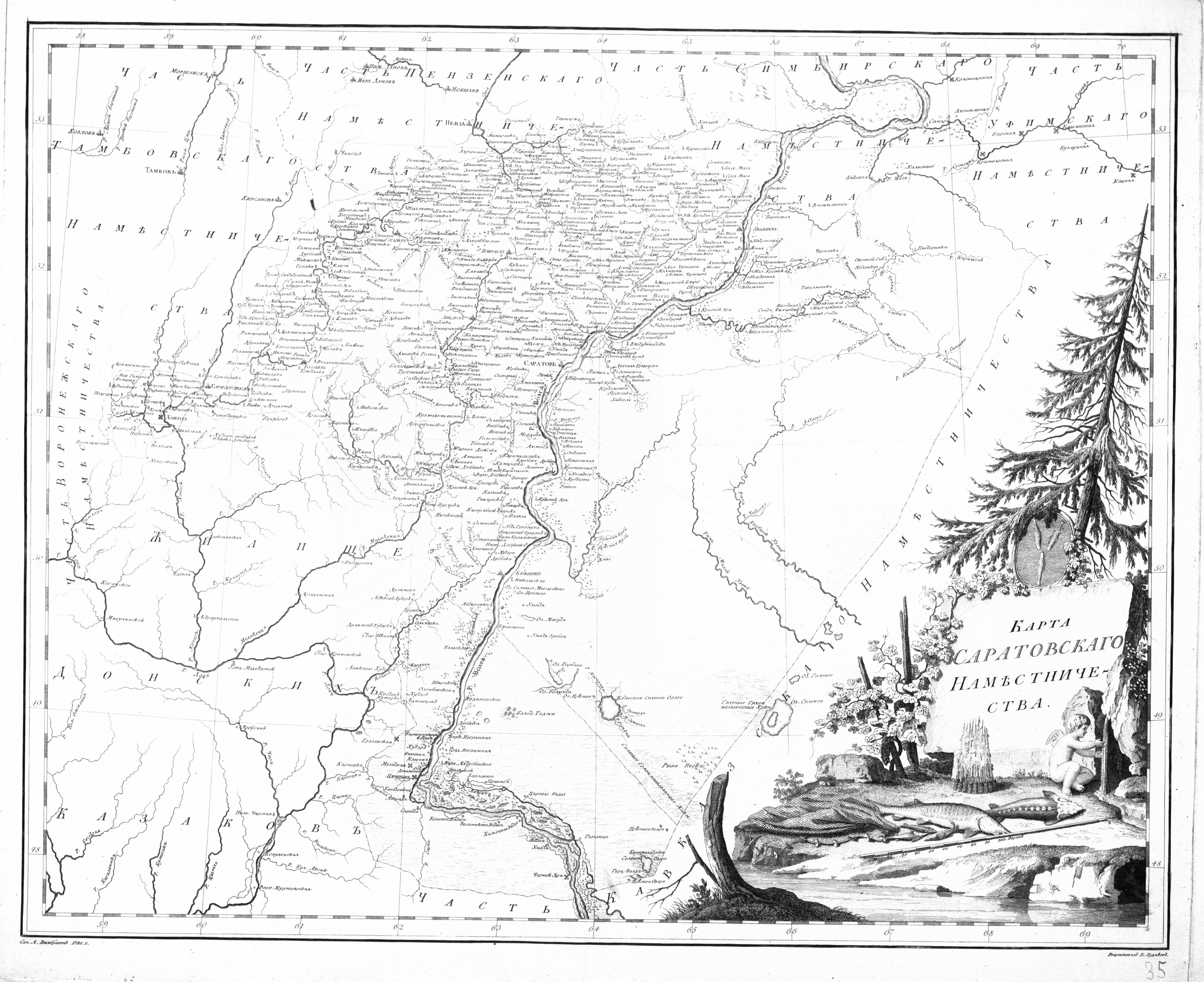
35. Саратовське намісництво
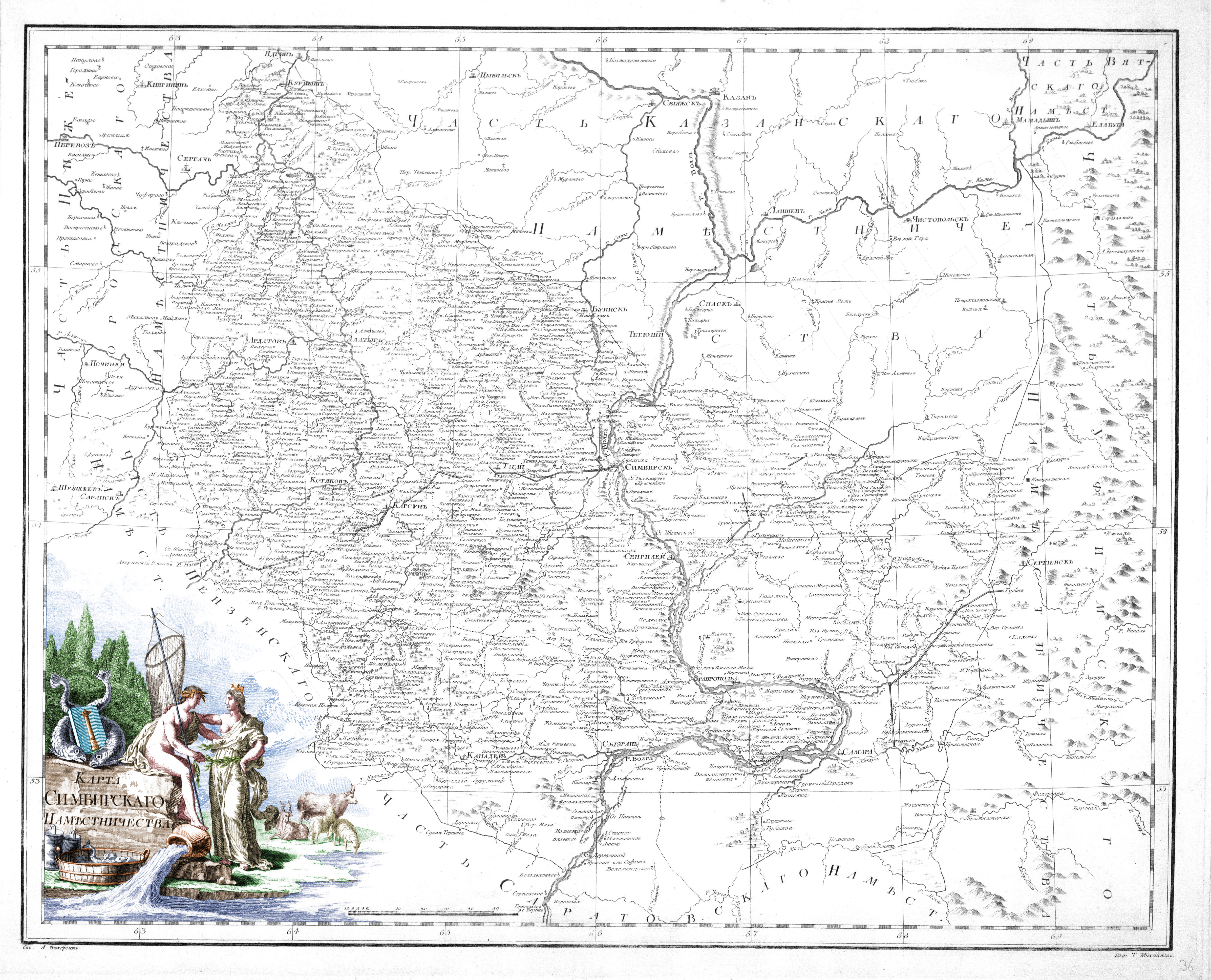
36. Симбірське намісництво
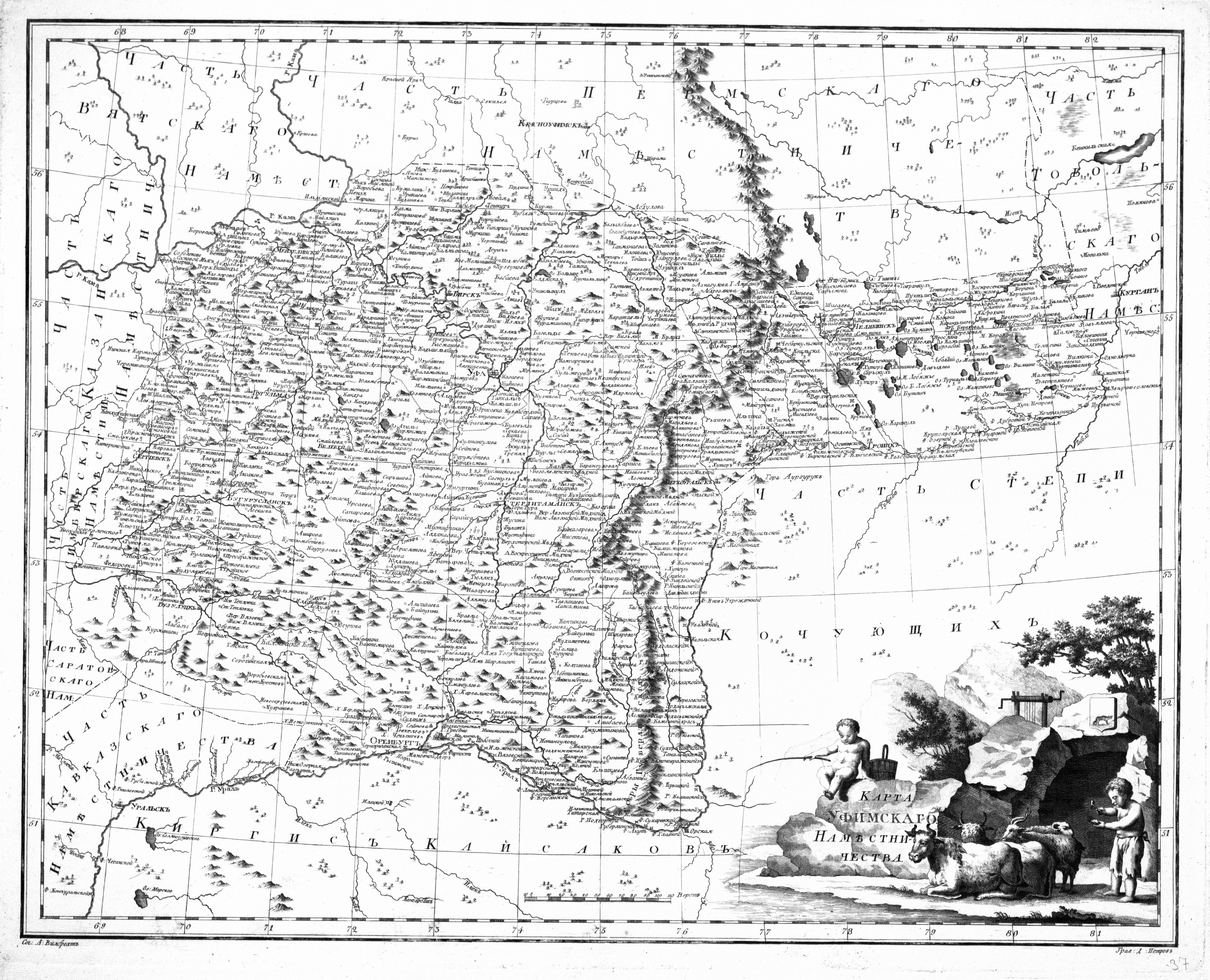
37. Уфімське намісництво
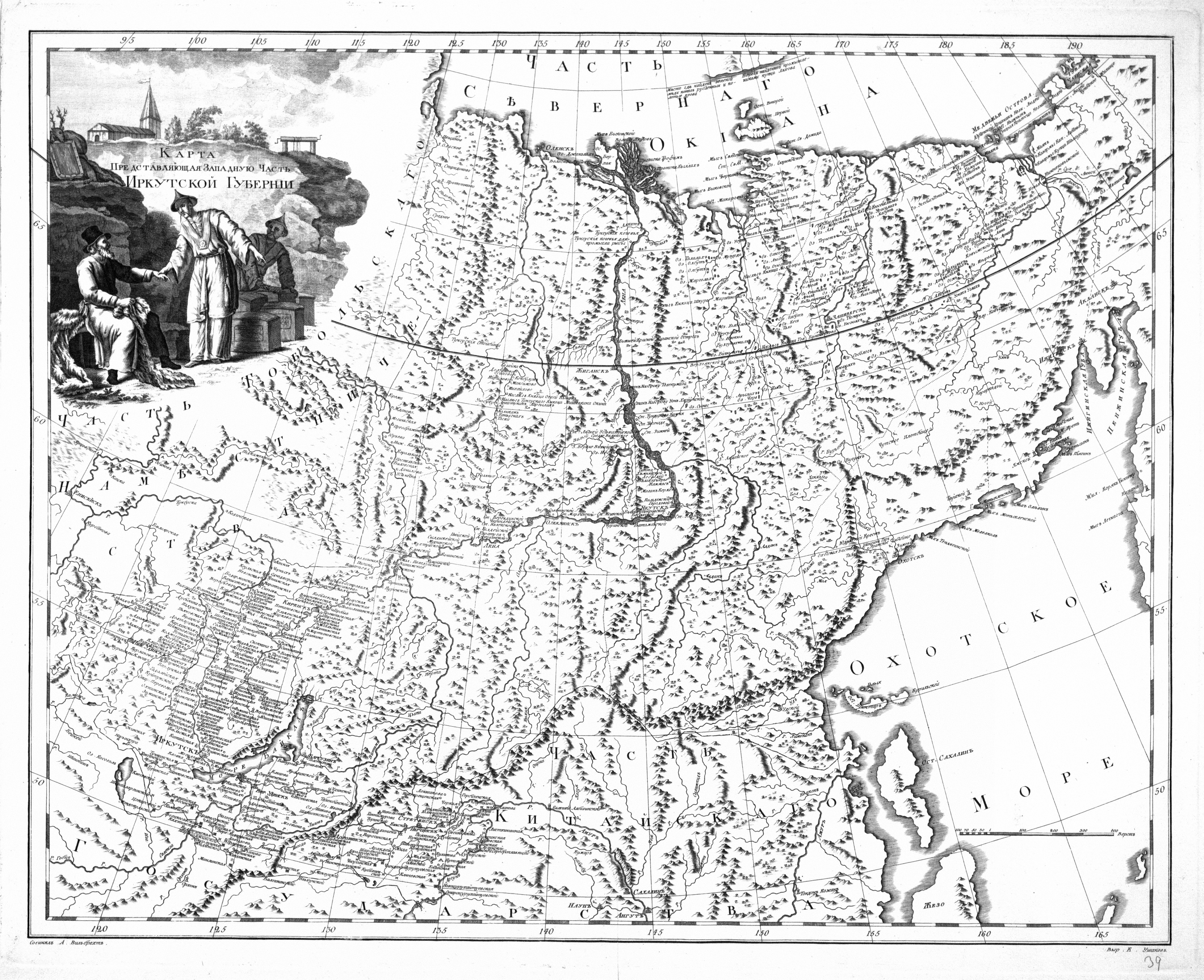
39. Іркутське намісництво (захід)
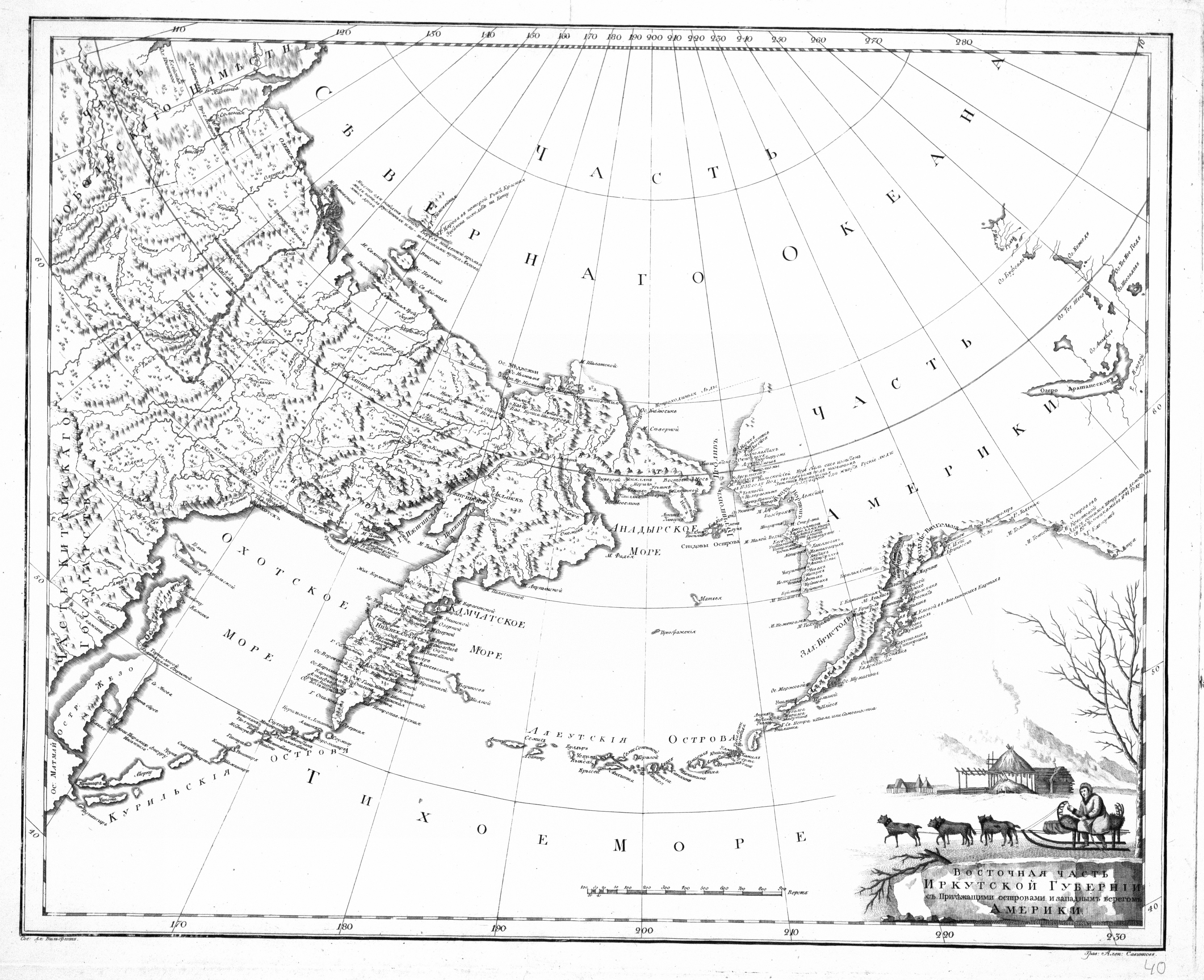
40. Іркутське намісництво (схід)

### Карти південної смуги

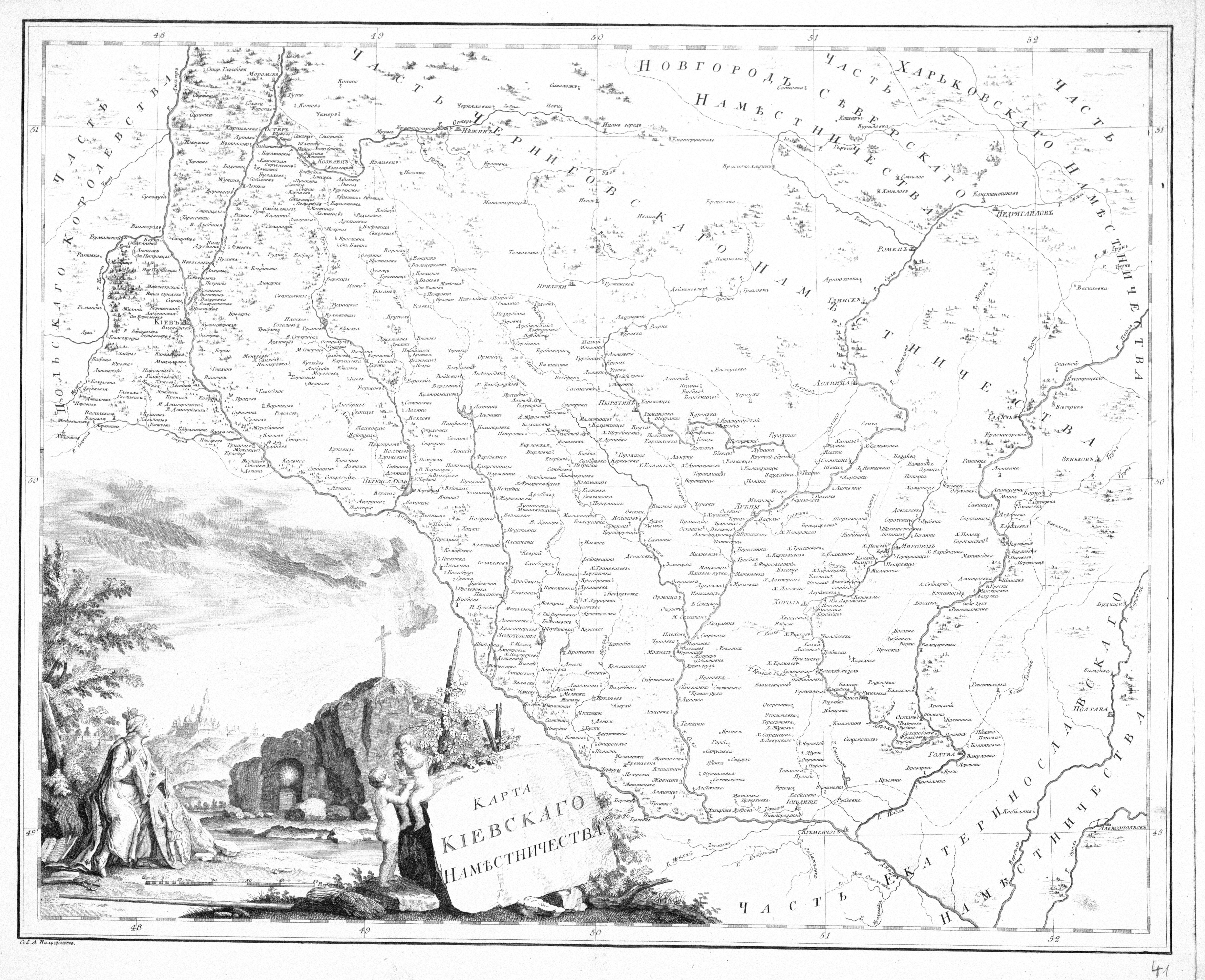
41. Київське намісництво
42. Катеринославське намісництво і землі Чорноморських козаків
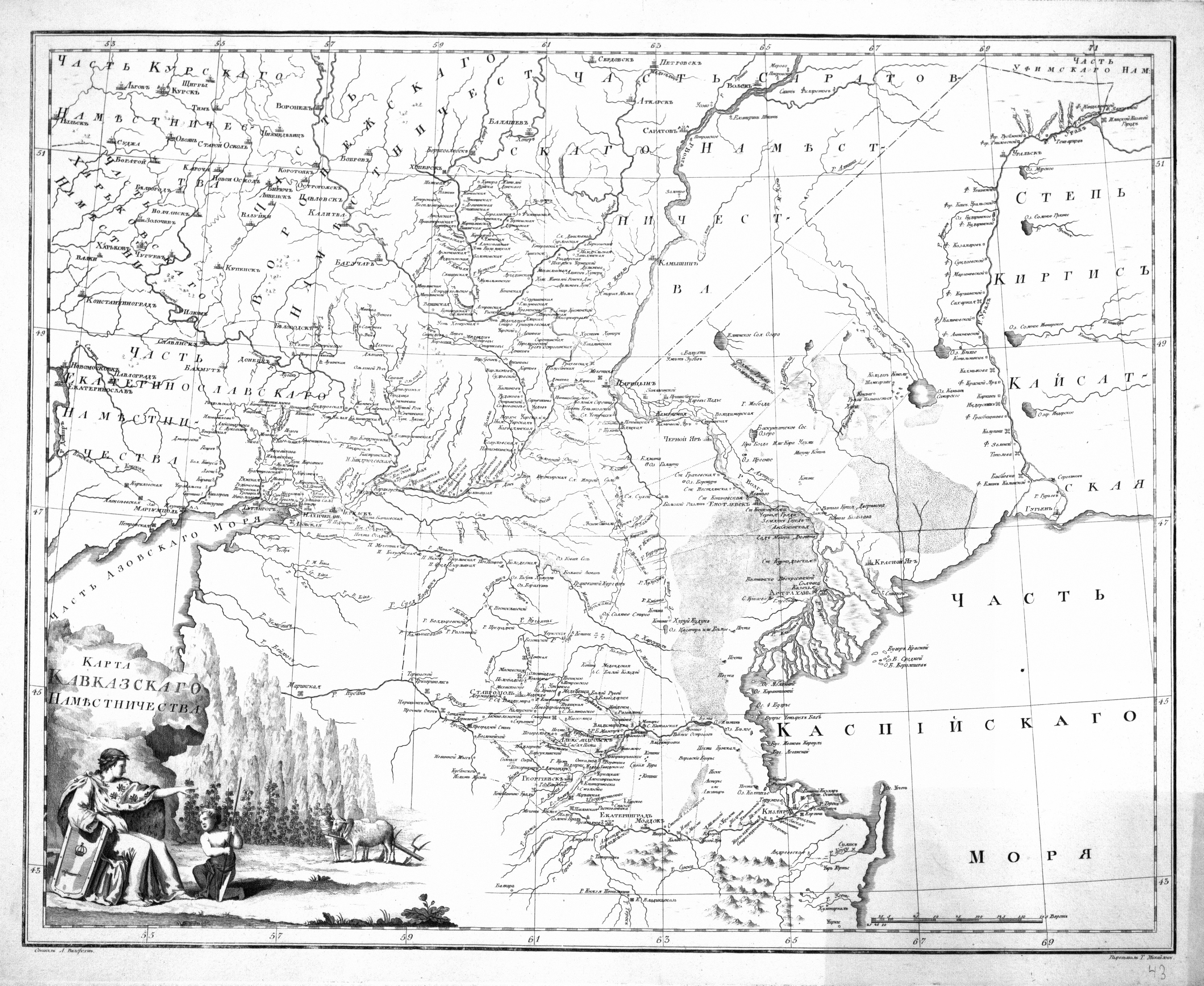
43. Кавказьке намісництво і землі війська Донського
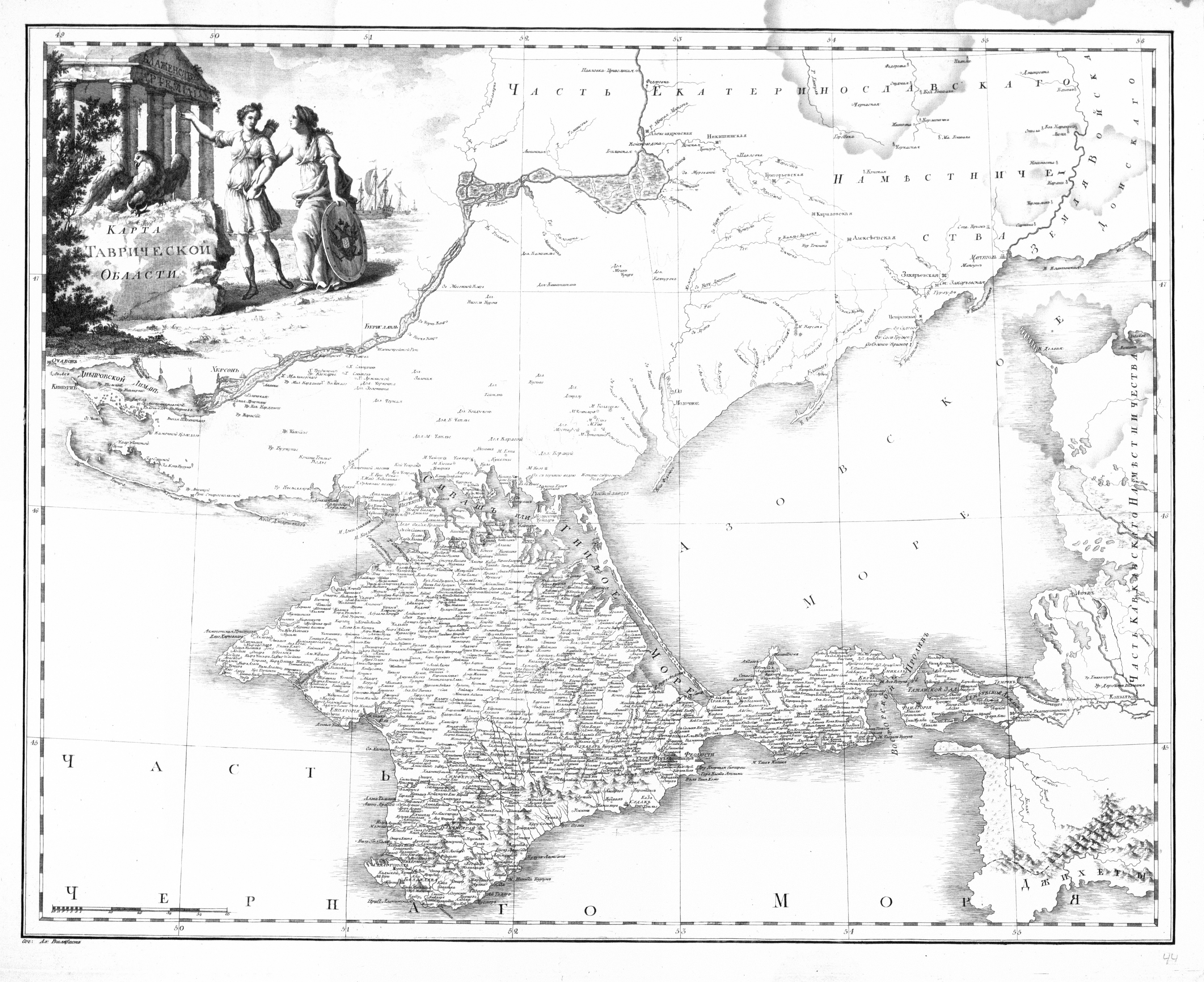
44. Таврійська область
Карти новоздобутої області